# Tramway de Saint-Étienne
Le tramway de Saint-Étienne est un réseau de tramway à écartement métrique dans la ville de Saint-Étienne. Fonctionnant sans interruption depuis sa création en 1881, c'est le réseau le plus ancien de France et l'un des seuls réseaux de France, avec Marseille et Lille, à avoir conservé sans interruption au moins une ligne de tramway des origines à nos jours.

## Histoire

### Les débuts

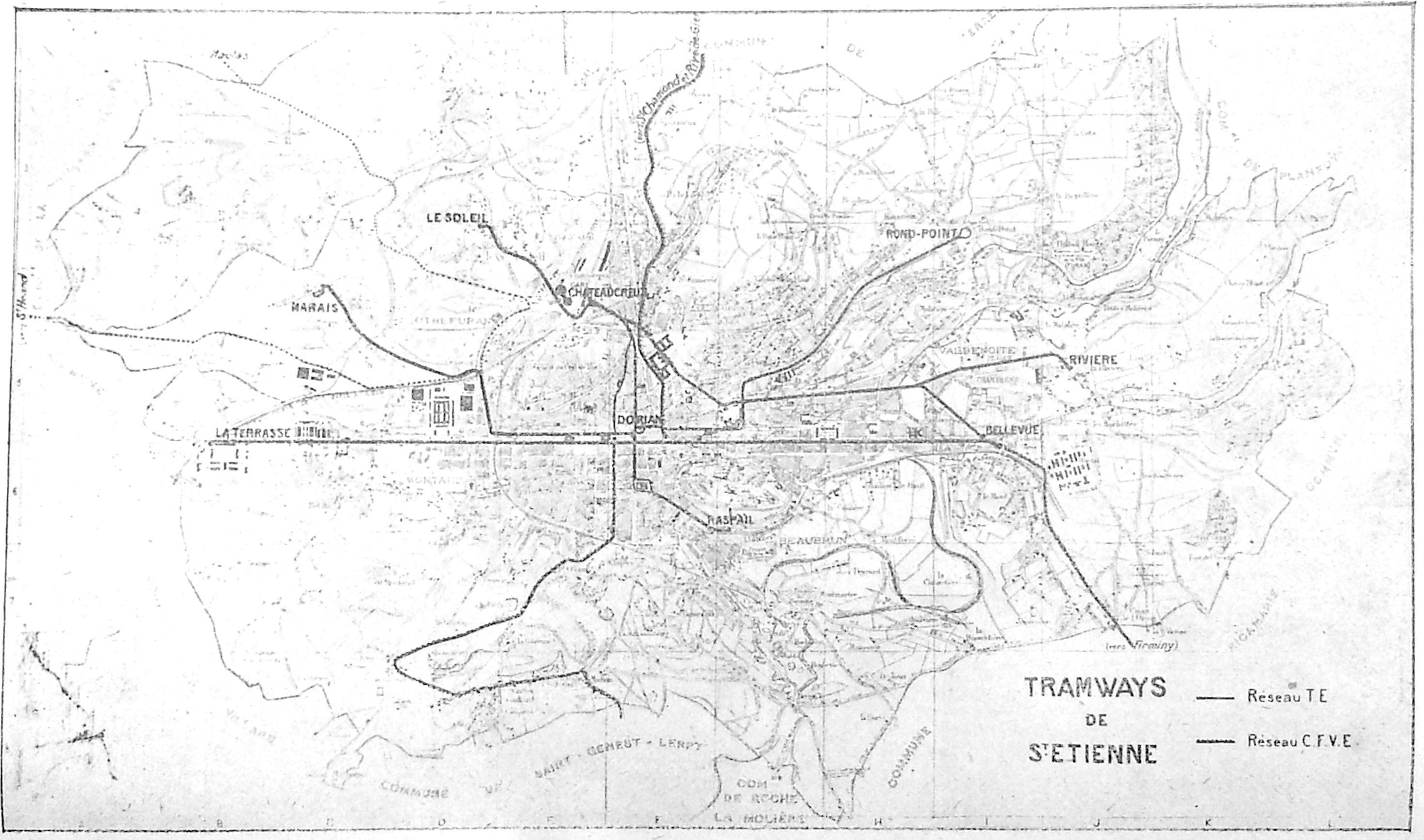
Plan du réseau en 1928 (carte orientée de façon atypique vers l'est).

Le 6 octobre 1871, le préfet soumet au conseil municipal de Saint-Étienne différentes demandes de concessions présentées par des personnes extérieures à la région.
Ces différents projets comportent tous la ligne Bellevue-la Terrasse, axe principal nord-sud de la ville. Les autres lignes envisagées, plus ou moins nombreuses selon les demandeurs en concession, ont en général pour point de départ la Place de l'Hôtel-de-Ville ou la place du Marché (place Dorian actuelle).
Deux lignes de tramways à chevaux sont concédées à Mrs Auguste Mundel et Compagnie, le 4 septembre 1879, par l'État (decret 8510) :
- Terrenoire - Rive de Gier
- La Croix de l'Orme - Firminy

Un réseau de tramway à chevaux est concédé ensuite le 27 octobre 1880 par l'État (décret 9954) à la ville de Saint-Étienne. Cette dernière le retrocède à Monsieur Mundel.
Ce réseau comprend 5 lignes:
- Hôtel de ville - Bellevue
- Hôtel de ville - La Terrasse
- Bellevue - La Digonnière
- Bellevue - La Croix de l'Orme (section urbaine de Bellevue-Firminy)
- Place Fourneyron - Bois d'Avaize (section urbaine de Fourneyron-Rive de Gier)

### La Compagnie des Chemins de fer à voie étroite (CFVE)
Cette compagnie constituée en 1883, ouvre une première ligne le 4 décembre 1881, sur une longueur de 5,5 km entre les quartiers de La Terrasse et de Bellevue, prolongée le 20 mars 1882 de Bellevue à La Digonnière. Plusieurs autres lignes suivent par la suite :
- La ligne Bellevue - Firminy, le 23 février 1882 ;
- La ligne Saint-Étienne - Saint Chamond, le 1er juillet 1882, prolongée à Rive-de-Gier le 16 novembre de la même année ;

Le tramway inaugural parti de 9 h 45 de Fourneyron arrive à 11h15 à Égarande (faubourg ouest de Rive-de-Gier) à 11 h 15, soit 1 heure 30 minutes ce qui est excellent pour l'époque, vu le profil de la ligne et sa longueur de 23 kilomètres.
Ce réseau est à voie métrique et unique avec des évitements et exploité à l'aide de la traction à vapeur. Dès 1882, le service s'étoffe. Il y a, par sens :
- 1 train à l'heure sur Saint-Étienne - Rive-de-Gier;
- 2 trains à l'heure sur Bellevue - Firminy;
- 2 trains à l'heure sur Bellevue - La Digonnière;
- 6 trains à l'heure sur Bellevue - La Terrasse soit 1 toutes les 10 minutes.

Le trafic est considérable : 5 837 000 voyageurs pour l'année 1882, les résultats dépassent très largement les prévisions les plus optimistes du concessionnaire.
La réussite est telle qu'en octobre 1882, tous les conseils municipaux des communes desservies donnent leur accord pour substituer définitivement la traction à vapeur aux chevaux (qui n'ont donc jamais été employés), sauf celui de Saint-Étienne qui émet des réserves et demande la suite des essais jusqu'en 1883. Heureusement, la ligne Bellevue - La Terrasse transporte à elle seule 4 millions de voyageurs dans l'année; il serait impossible d'assurer ces déplacements sans le recours aux trains de 3 voire de 4 remorques.
En 1884, le parc comportait 34 locomotives SLM-Winterthur (voir Société suisse de construction de locomotives et de machines), système Brown ou Tubize, 97 voitures et 12 fourgons.
En 1907, la compagnie CFVE procède à de nouvelles extensions et crée de nouvelles lignes :
- Prolongement de 2 km de la ligne Saint-Étienne - Rive-de-Gier à La Madeleine le 14 septembre puis voit la création d'une antenne vers Saint-Jean-Bonnefonds le 4 décembre ;
- Création de la ligne La Terrasse - La Fouillouse le 12 avril ;
- Création de la ligne Hôtel de Ville - Saint-Genest-Lerpt le 4 décembre, un embranchement vers Roche-la-Molière est créé par la suite le 15 avril 1908 ;

Devant la concurrence des TE et des TSC, la compagnie CFVE électrifie son réseau et procède à l'électrification entre août 1907 et juin 1914. L'exploitation  étant désormais assurée avec des motrices de type H, accompagnées des remorques issues de la traction à vapeur. Les motrices étaient équipées du frein à air mais ne possédaient pas de compresseur : les réservoirs étaient remplis à chaque terminus à l'aide de prise d'air comprimé. Ce système restera une particularité stéphanoise jusqu'à l'arrivée des PCC, en 1959. Après la première guerre, les CFVE complètent leur parc par le rachat de motrices du réseau de Nancy de type R.

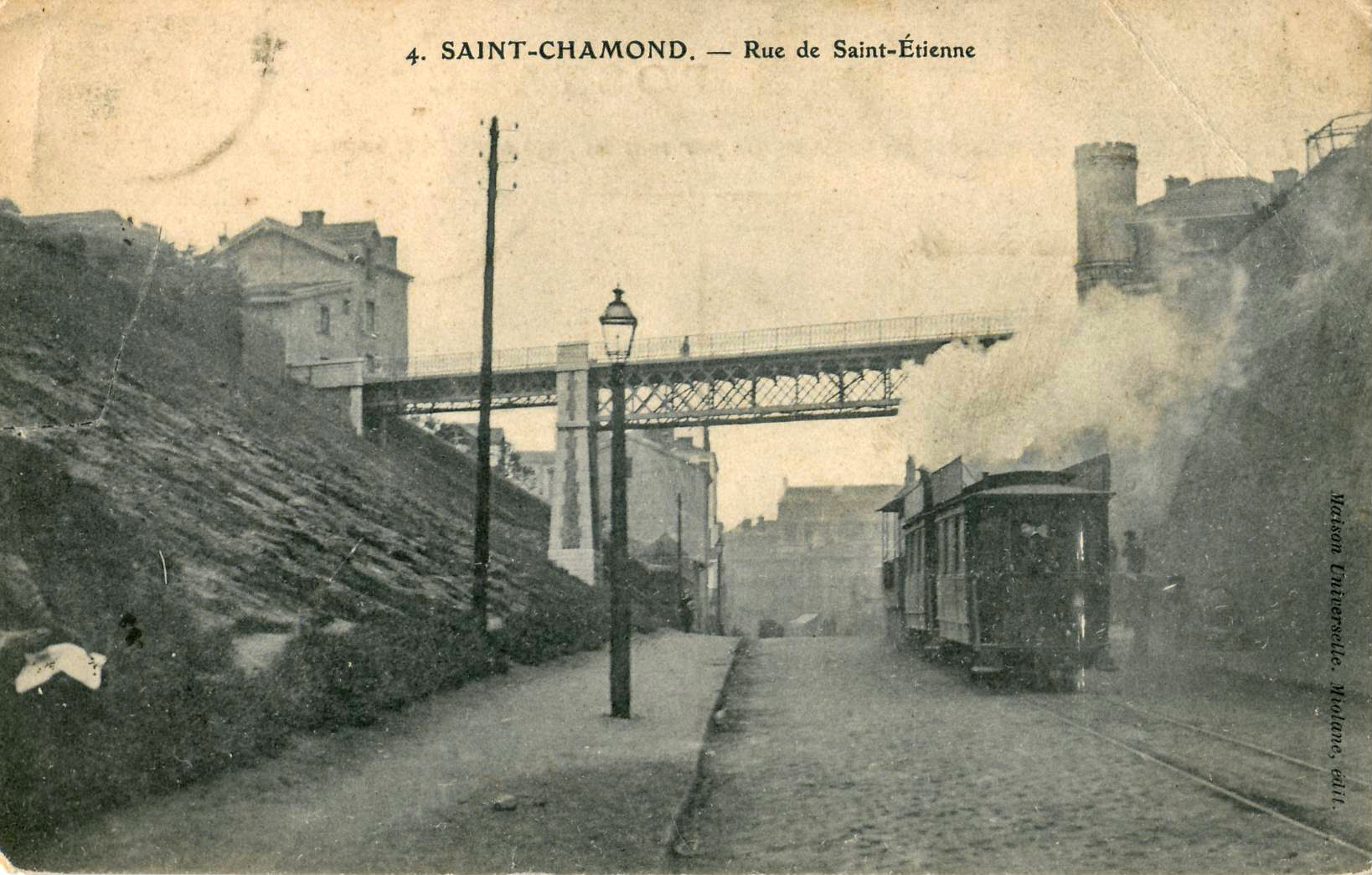
Tramway à vapeur à Saint-Chamond
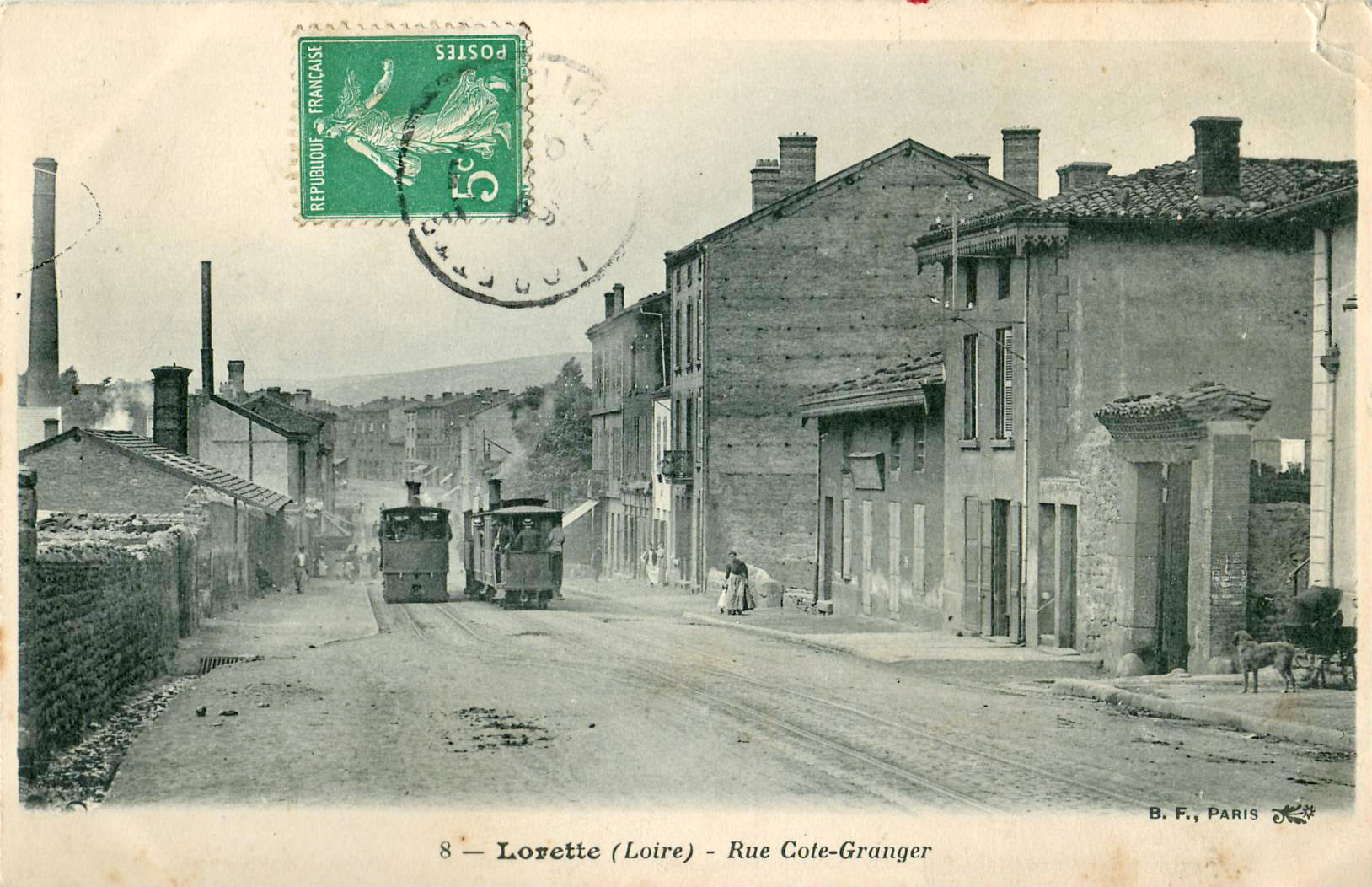
Croisement de deux rames à vapeur sur un évitement à Lorette, sur la ligne de Rive de Gier
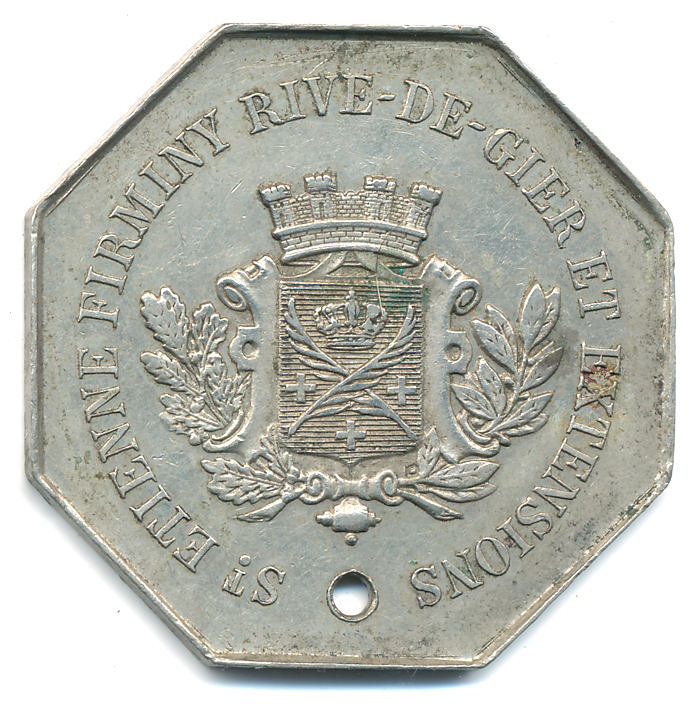
Monnaie de 10 centimes émise par la Société des Tramways à vapeur de St Étienne, maillechort, 30mm
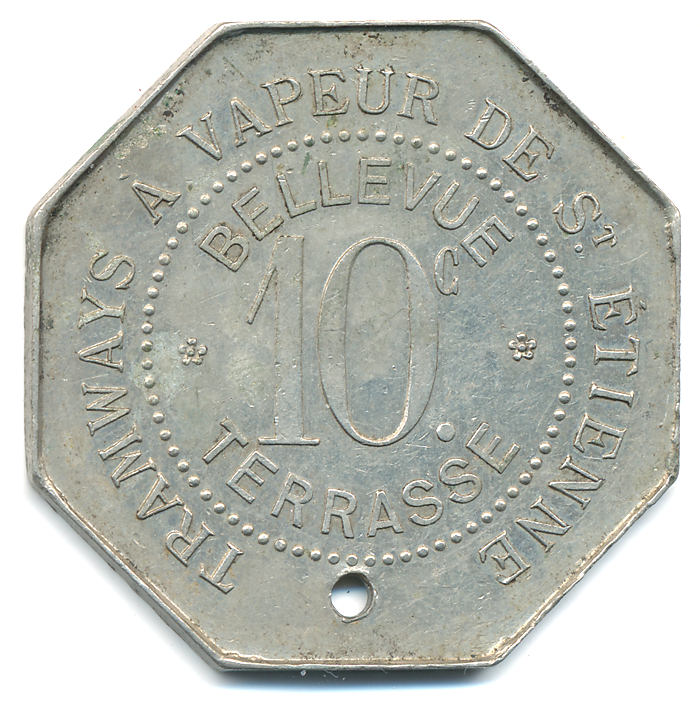
Revers de la monnaie de 10 centimes

### La Compagnie des tramways électriques (TE)
Apparue à la fin du XIXe siècle et concurrente directe de la CFVE, cette compagnie construit un réseau de tramways électriques à voie métrique parallèle à celui de la CFVE et qui le concurrençait directement.
Elle ouvre deux lignes le 17 avril 1897 : 
- Bellevue - Gare de Châteaucreux ;
- Place Dorian - Le Rond-Point, prolongée le 25 juillet de la même année de la place Dorian à La Rivière ;

En 1906, les TE ouvrent une nouvelle ligne :
- Place du Peuple - Le Marais
- Le Soleil - Raspail
- Gare de Châteaucreux - Hôtel de Ville

L'exploitation était assurée par des motrices électriques à deux essieux avec un accès par les plates-formes extrêmes avec un gabarit de 2 m.
Les TE rencontrent des difficultés financières dans les années 1920. La dégradation de la situation financière des TE va en s'accentuant et se solde par la faillite de la compagnie; le réseau est racheté en décembre 1929 par la ville de Saint-Étienne et devient la "Régie des tramways électriques". La ville en confie l'exploitation à la CFVE à compter du 1er janvier 1930 mais les deux réseaux restent distincts. Chaque réseau garde ses dépôts, son personnel, son matériel roulant et conserve également sa propre tarification : les CFVE reprennent alors le réseau.
Au cours de l'année 1930 les réseaux transportent 37 580 000 voyageurs dont 7 060 000 sur le réseau TE et 30 520 000 sur le réseau CFVE.
La longueur des deux réseaux atteint près de 90 kilomètres de lignes (1 sens).

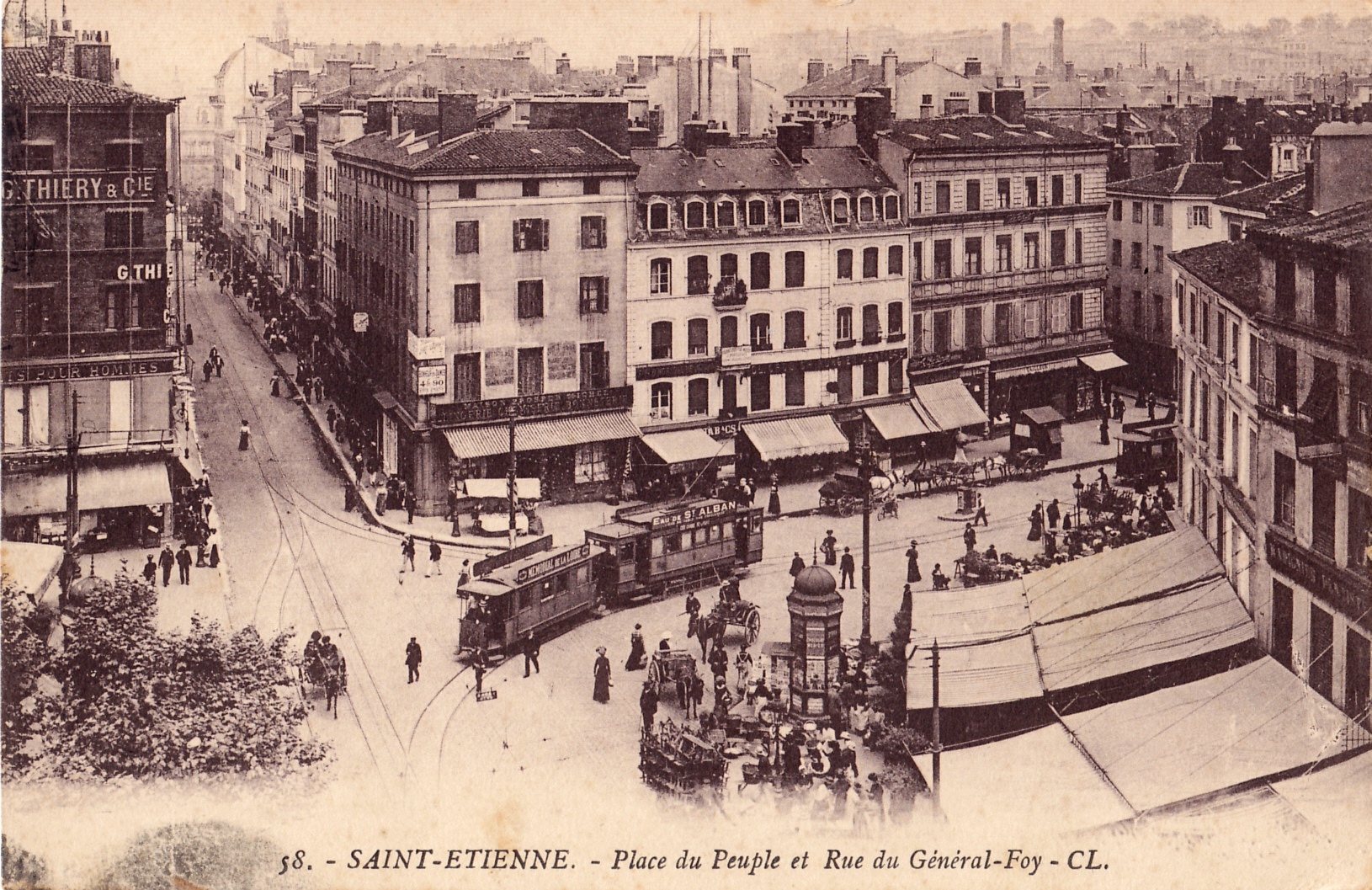
La place du Peuple et la rué Général-Foy, au début du XXe siècle.
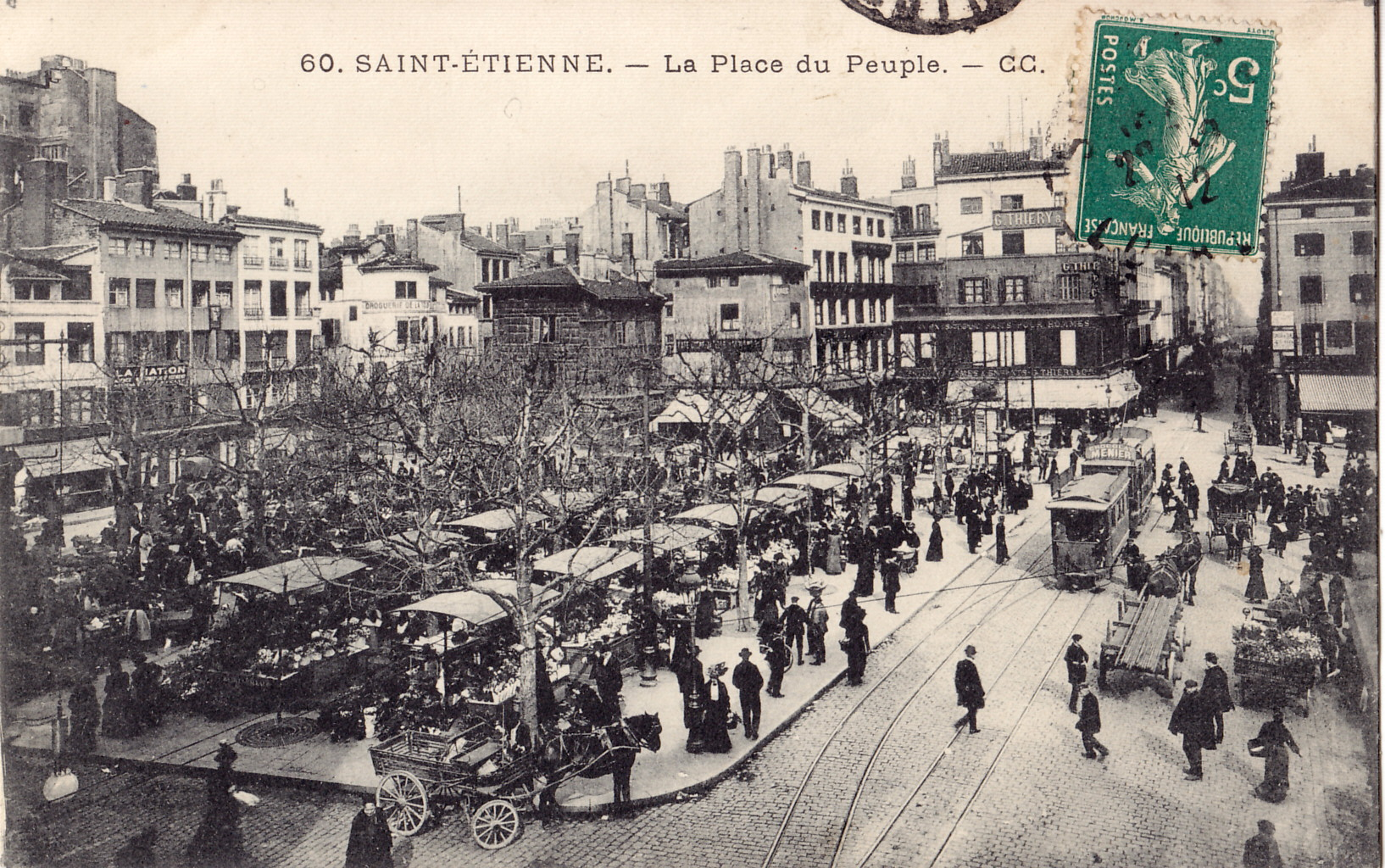
Tramway sur l'évitement de la Place du Peuple, un jour de marché vers 1912.
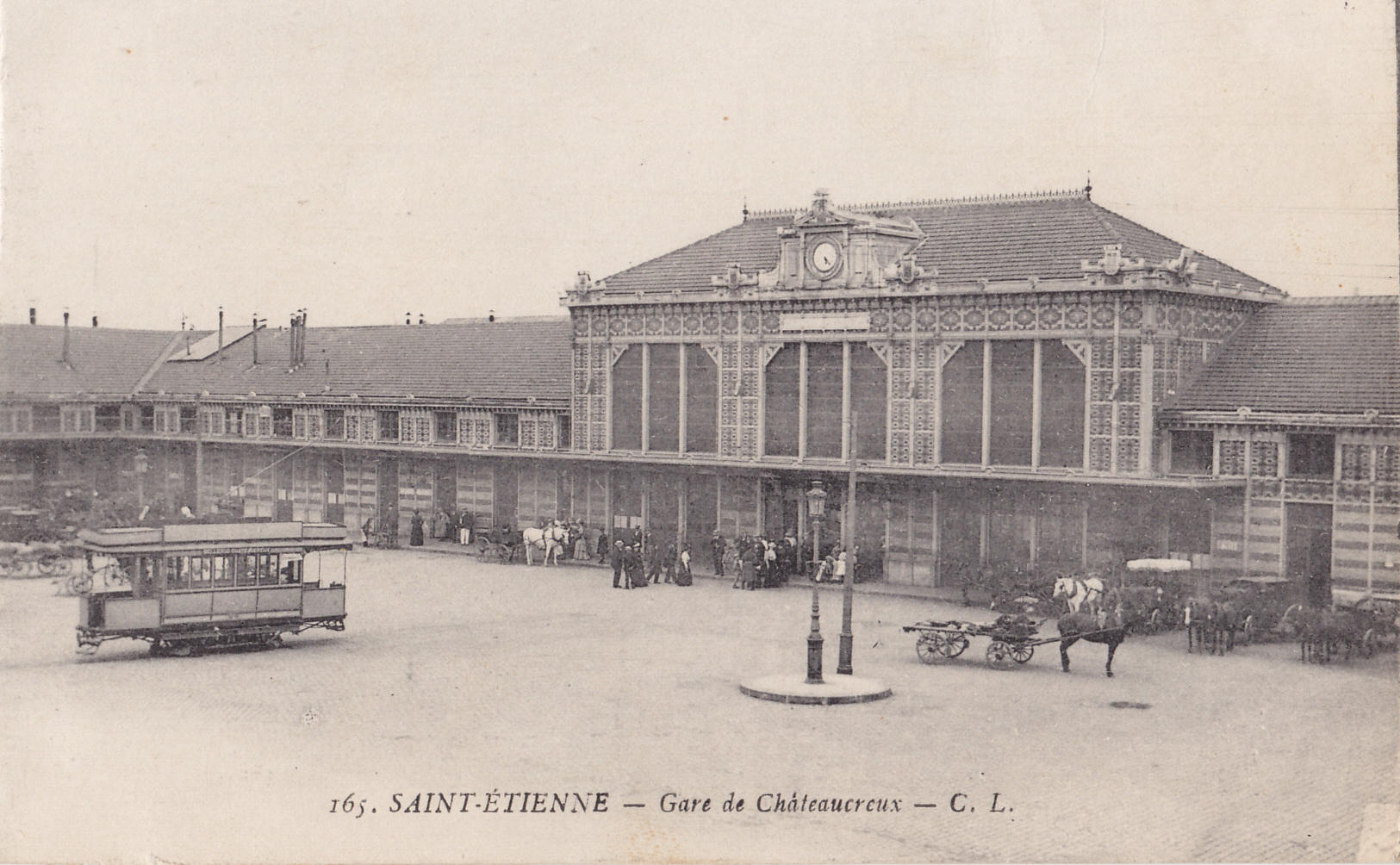
Tramway devant la gare de Châteaucreux
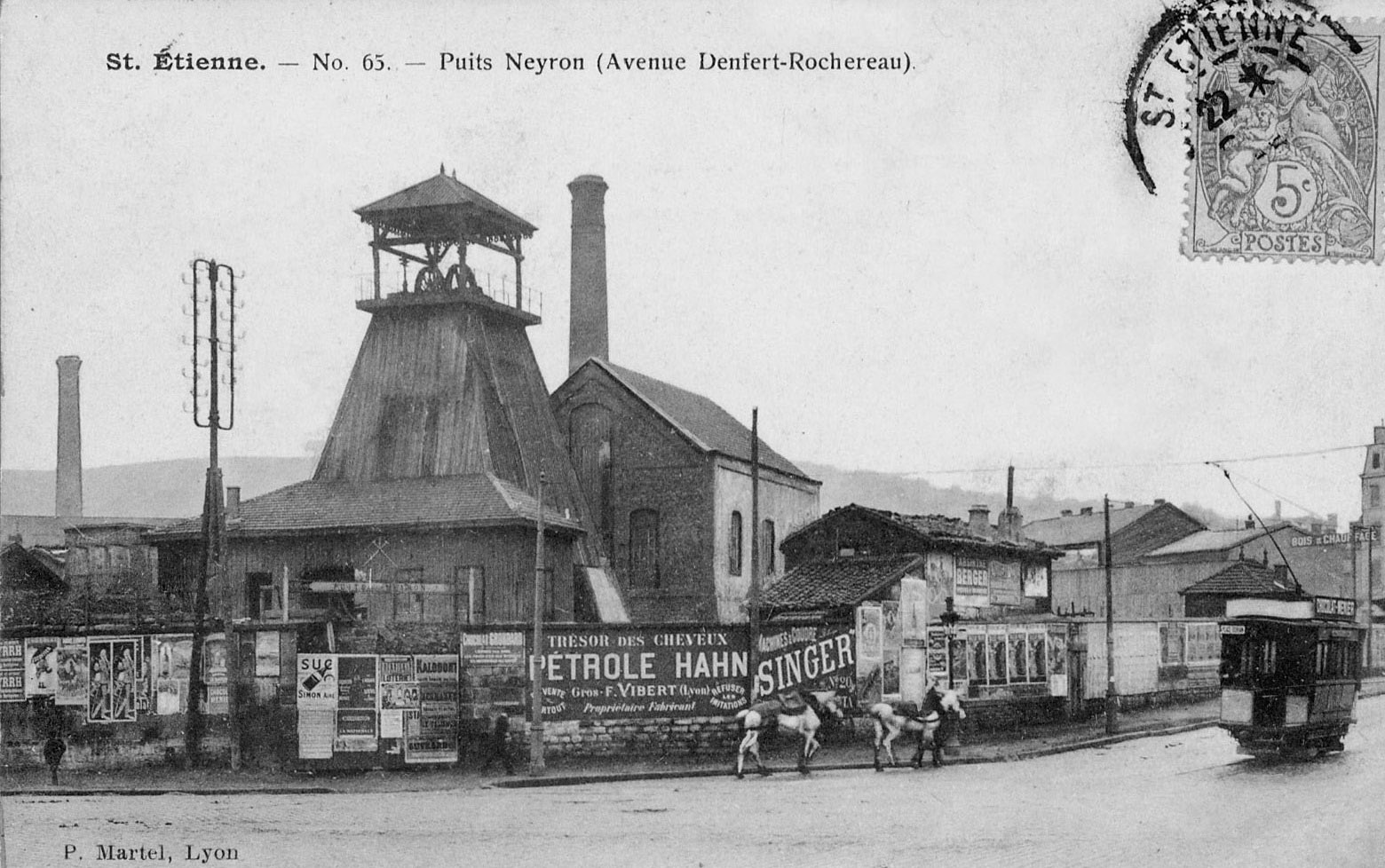
Tramway devant le Puy Neyron.

### Société des tramways électriques de Saint-Chamond (TSC)
La compagnie TSC ouvre le 15 juillet 1906 une courte ligne de 2 km entre Izieux et Saint-Chamond à l'aide de motrices à deux essieux, la ligne est en correspondance avec la ligne des CFVE de Rive-de-Gier.
Le décret du 22 janvier 1908 approuve la substitution de la société des Tramways électriques de Saint-Chamond (TSC) à la société anonyme d'électricité de Saint-Chamond. Peu après cette ligne passera sous le contrôle de la CFVE.
En 1912, la CFVE propose de prolonger la ligne au-delà du Creux sur une longueur de 1 156 mètres (le projet restera sans suite) et de construire deux raccordements, l'un à Plaisance, l'autre au carrefour Lamartine afin d'assurer une liaison directe entre la gare P.L.M. et la place de Plaisance par emprunt sur une courte section de la voie du tramway Saint-Étienne-Rive-de-Gier ; ces travaux seront effectivement réalisés.
Cette petite est loin d'être négligeable puisqu'en 1925 elle transportera, entre Plaisance et le Creux, plus d'un million de voyageurs dans l'année.

### Les Chemins de fer départementaux de la Loire (CFDL)

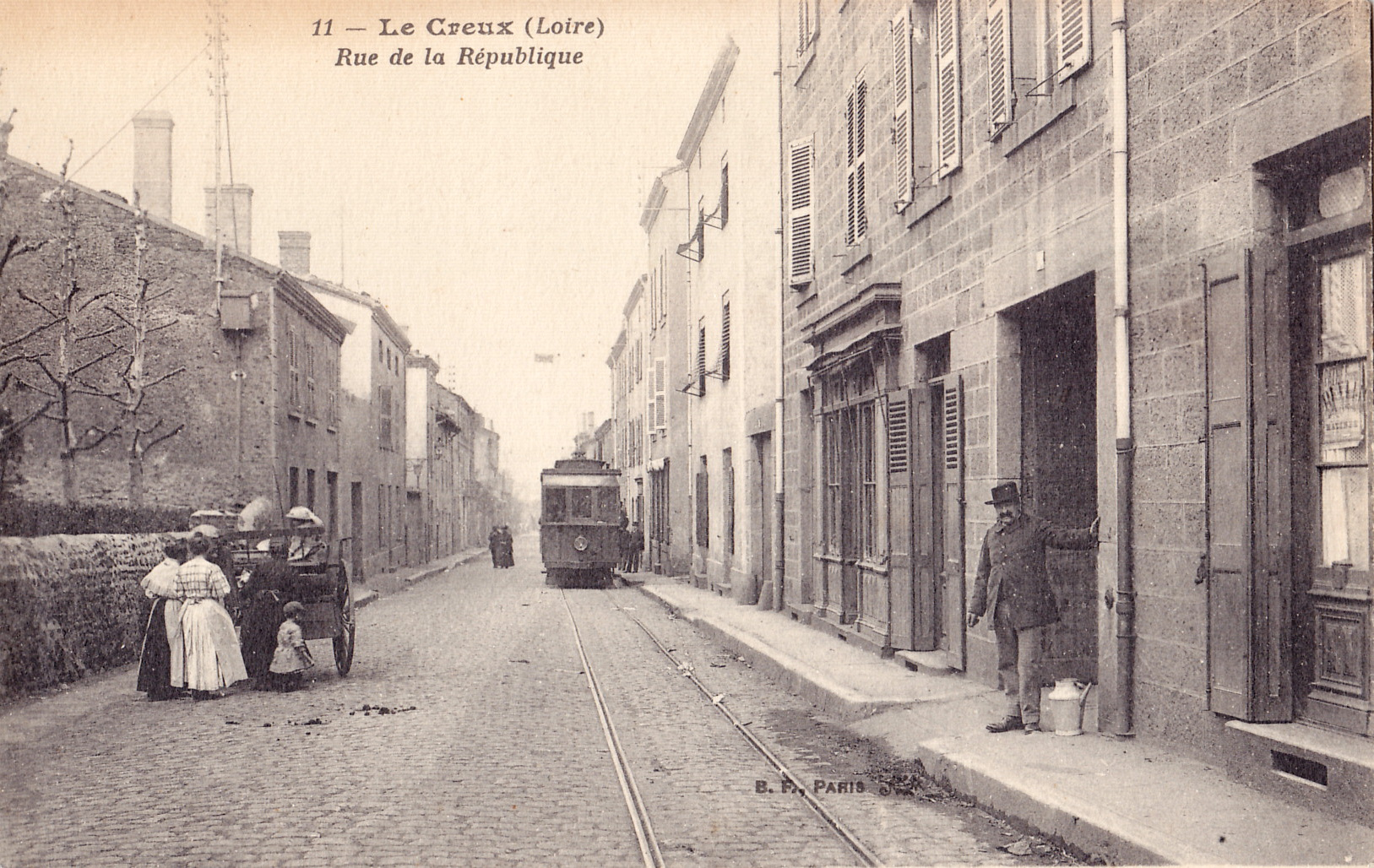
Tramway dans le quartier du Creux à Saint-Chamond.

Le réseau Sud des Chemins de fer départementaux de la Loire se développait autour de Saint-Étienne, avec deux lignes :
- Saint-Étienne - Saint Chamond, ouvert le 1er août 1901, prolongée vers Pélussin le 6 août 1905 (30 km), et Maclas en 1917.
- Saint-Étienne - Saint-Héand, (14 km) ouvert le 1er août 1901,

Les CFDL connaitront trois exploitants en trente ans. Le réseau est abandonné le 15 juillet 1931.

### Évolution du réseau entre 1930 et 1954
En 1930 le réseau de tramway comprend les lignes de la CFVE et des TE. Il a une longueur de 90 kilomètres.
Les autocars commencent à concurrencer les tramways dans les années 1930, entrainant des difficultés a la  CFVE qui abandonnent purement et simplement le 1er avril 1932 les lignes vers Rive-de-Gier, Saint-Jean-Bonnefonds, La Fouillouse et Saint-Genest-Lerpt et obtiennent en contrepartie le monopole sur les lignes de Firminy et de Terrenoire.
Entre 1935 et 1938, une nouvelle série de huit motrices de type J est construite et mise en service, parallèlement à la modernisation de certaines motrices H. En 1941 une série de dix motrices de type K provenant de Reims est mise en service.
Le tracé inadapté des anciennes lignes des TE provoque une vague de suppression des tramways en 1938. À partir de ce moment, il est envisagé de convertir une partie du réseau à l'exploitation par trolleybus.
En 1940, les CFVE commencent à transformer l'ancien réseau des TE. Fin 1940, la ligne Tardy - Le Soleil voit l'apparition de six trolleybus Vetra CS 35 (originellement prévus pour Poitiers) et remplacés à la fin de l'année 1942 par sept trolleybus Vetra type CS 45 de 45 places, les CS 35 étant partis pour leur destination d'origine.
En 1954, seule la ligne Bellevue - La Terrasse reste exploitée en tramways ; sa conversion en trolleybus semblait impossible en raison de la fréquentation (70 à 80 000 voyageurs par jour) et de la faible largeur des rues empruntées par la ligne.

Carte animée de l'évolution des infrastructures ferroviaires de l'agglomération de Saint-Étienne, dont celle du tramway, de 1830 à nos jours.

### Le maintien
Après quelques années d'hésitation, la ville de Saint-Étienne décida de maintenir la ligne et la compagnie CFVE commande de 30 motrices PCC de conception belge et construites à Strasbourg. Ces motrices sont inspirées de celles circulant depuis 1951 à Bruxelles, réseau fonctionnant à voie normale. Montées sur deux bogies, elles comportaient quatre moteurs de 50 cv et avaient une caisse de 13,95 m de long. Les voies sont remaniées afin de permettre aux tramways de circuler sans être gênés par la circulation automobile.
En 1959, la ligne Bellevue - La Terrasse avait une fréquence d'un tram toutes les 2 minutes en heures de pointe.
La première motrice PCC fut livrée le 4 août 1958 et mise en service le 11 décembre suivant. À partir du 1er septembre 1959, seules les PCC (30 motrices) circulent sur l'unique ligne survivante. Ces motrices sont rejointes en 1968 par cinq rames articulées (numérotées de 551 à 555) à deux caisses commandées pour renforcer la ligne.
En 1970, à la suite de la dégradation des conditions de circulation, un plan de réaménagement de la ligne est mis à l'étude et aboutira à partir de 1972 à la création de sites propres aux deux terminus et dans le centre, à la mise en sens unique de la circulation générale avec ripage des voies permettant aux tramways de circuler à contre sens vers le sud. Une partie de la Grand-Rue est rendue piétonne, seuls les tramways peuvent y accéder, ainsi que les véhicules de livraison à certaines heures.
Mais cette section de Grand'Rue réaménagée est courte et elle ne règle en rien le problème général de la dégradation rapide des conditions de circulations du tram; les encombrements des rues du centre ont fait chuter la vitesse du tramway et surtout sa régularité, diminuant d'autant la qualité du service offert.
Devant cette situation alarmante (le tram a perdu 5 millions de voyageurs en 6 ans), l'agence d'urbanisme Épures propose dès 1975 la mise en site protégé de l'ensemble de la ligne Bellevue - La Terrasse (opération d'envergure réalisée par tranches), afin de redonner au tramway sa place dans le système de transport stéphanois. Cette mise en site protégé (publiée sous le titre Saint-Étienne, une rue, un tram) est ambitieuse puisqu'elle propose de supprimer totalement, sur certains tronçons, le trafic automobile afin de réserver la partie centrale de la Grand'Rue aux tramways et aux piétons. Les solutions préconisées semblent être une provocation de techniciens car elles prennent systématiquement le contre-pied des mesures adoptée pour le plan de circulation mis en place l'année précédente.
Le projet d'Épures ne se limite pas à la seule infrastructure tramway; il propose :
- un programme global de mise en valeur des espaces traversés par le tramway, en particulier les places publiques (l'aménagement de la Grand'Rue vise essentiellement à faire de cette voie rectiligne une liaison piétonne agréable reliant entre elles toutes les places plus ou moins vastes qui jalonnent cet axe nord-sud);
- une amélioration des ruptures de charges avec l'ensemble des autres moyens de transports y compris la SNCF (liaison avec les gares de Bellevue et de la Terrasse et construction d'une nouvelle gare à Carnot;
- des projets d'extension de la ligne tant au nord qu'au sud avec création de parkings d'échange;
- l'aménagement d'un itinéraire routier de contournement du centre-ville par l'ouest, afin de libérer la Grande-Artère du trafic automobile qui l'encombre;
- et surtout, il comporte l'aménagement proprement dit de la ligne de tramway en tant qu'axe prioritaire de transport.

Ainsi, dans la partie la plus centrale, mais la plus étroite, de la Grande-Artère, le projet propose de supprimer sur de nombreuses sections la circulation automobile, et de mettre le tramway pratiquement dans l'axe de la rue. Deux cheminements encadreront l'emprise transports en commun (une circulation de desserte sera maintenue en certains points). De part et d'autre de la partie étroite, l'emprise de 16 mètres devant être maintenue (qualité du bâti, cadre urbain, commerces...), les deux voies sont reportées sur la partie est de la chaussée et devraient être, à terme, séparées physiquement de la voie automobile nord-sud établie parallèlement au tramway. Cette situation de compromis existait déjà de Carnot à la Place Jean Jaurès; elle est étendue de la place Anatole France à la faculté de lettres (soit sur 310 mètres). Enfin, les tronçons extérieurs Carnot-Terrasse, Faculté-Bellevue, voient leur emprise passer de 16 mètres à 30 mètres (parfois même 40 mètres), à l'occasion d'opérations de rénovation urbaine en cours. Le tramway est alors mis sur plate-forme indépendante établie dans l'axe de la chaussée et séparée par des îlots plantés; des voies de circulation automobile sont maintenues de part et d'autre du tramway.
Accueilli sans enthousiasme, ce projet reste "dans les cartons" pendant près de deux ans. Et pourtant, si en 1975 une ligne de surface, en France, mérite l'appellation d'Axe lourd de transports c'est bien le tramway de Saint-Étienne. Le projet Saint-Étienne, une rue, un tram sera finalement approuvé par la municipalité à la fin de l'année 1977 sous le vocable officiel "Dossier d'aménagement d'un axe lourd de transports collectifs".
À la date d'échéance de la concession liant le syndicat du réseau à la CFVE, le projet "Axe lourd" est entré dans la phase de réalisation :
- dans la partie sud de la ville, les acquisitions foncières se poursuivent entre la plate-forme expérimentale de Centre Deux (réalisée en 1974 et la place Bellevue ;
- le 5 octobre 1978, une plate-forme indépendante (aux nouvelles normes) est mise en service rue Bergson entre les rues Barrouin et Claude Odde ;
- le 25 octobre 1978, le déplacement des voies est achevé rue du Onze Novembre entre la place Anatole France et le site universitaire de Tréfilerie ;
- le 18 juin 1980, la nouvelle raquette de retournement de la Terrasse est mise en service sur la dalle couvrant l'autouroute A72; à l'intérieur de la boucle est aménagée une gare d'échanges "tramways-autobus" et l'amorce du prolongement nord de la ligne est visible dans le dessin de la nouvelle place Massenet, vu qu'il y a eu une tranchée ouverte pour construire pour construire le tunnel, une boucle de retournement provisoire fut installée au niveau de l'ancienne station Passerelle.
- le 28 septembre 1980, la gare de Carnot (gare de correspondance entre le tram et la desserte cadencée Stélyrail qui relie Saint-Étienne aux communes de la vallée du Gier et à Lyon) est inaugurée; cette gare financée dans le cadre du projet "Axe lourd" est gérée par la SNCF ;
- enfin une autre section de site propre située rue Bergson, entre la Rue Claude Odde et l'avenue de Verdun en est au stade des travaux préliminaires.

Quant à la voie de protection du centre, elle n'offre pas encore, en 1980, une attractivité suffisante pour capter une part significative du trafic qui encombre la Grand'Rue dans le centre-ville et qui perturbe la circulation des tramways.

### Renouveau et extensions

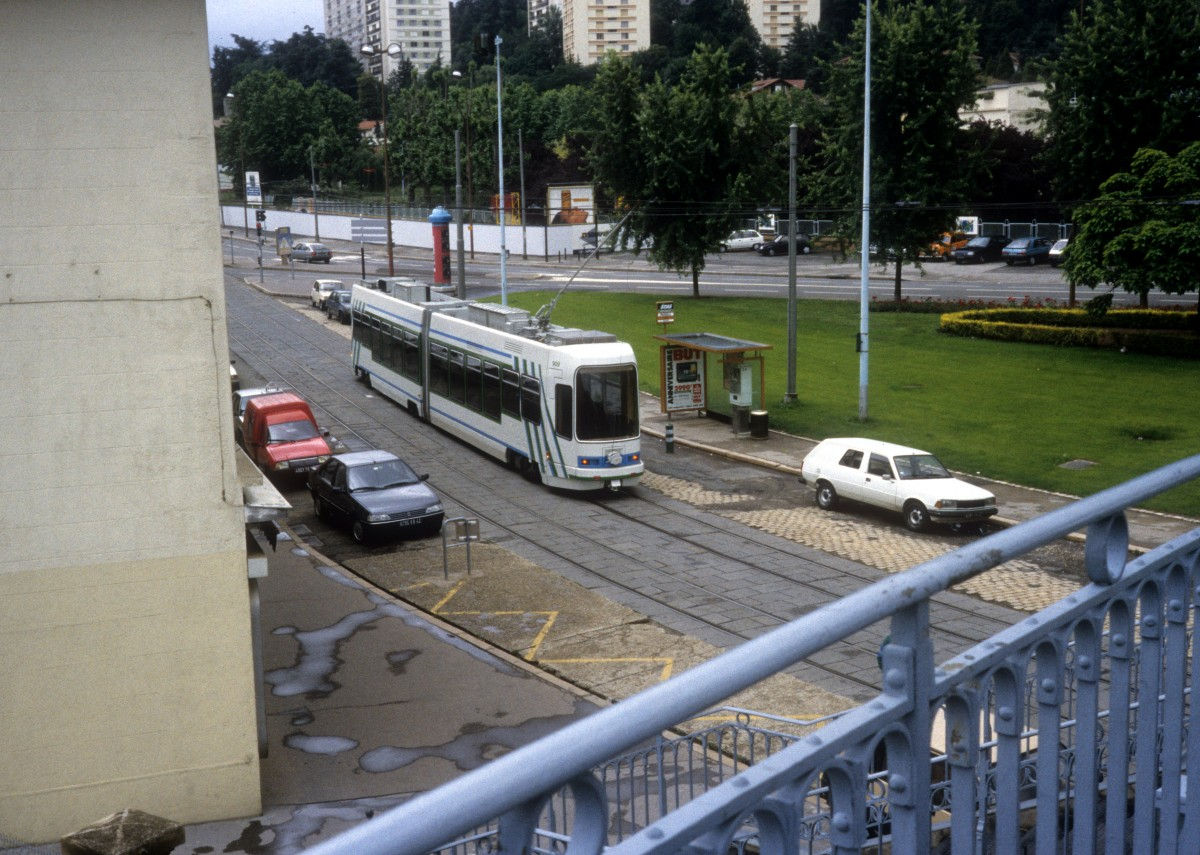
Une rame Alsthom-Vevey encore équipée de sa perche, à une station aujourd'hui disparue, Passerelle.

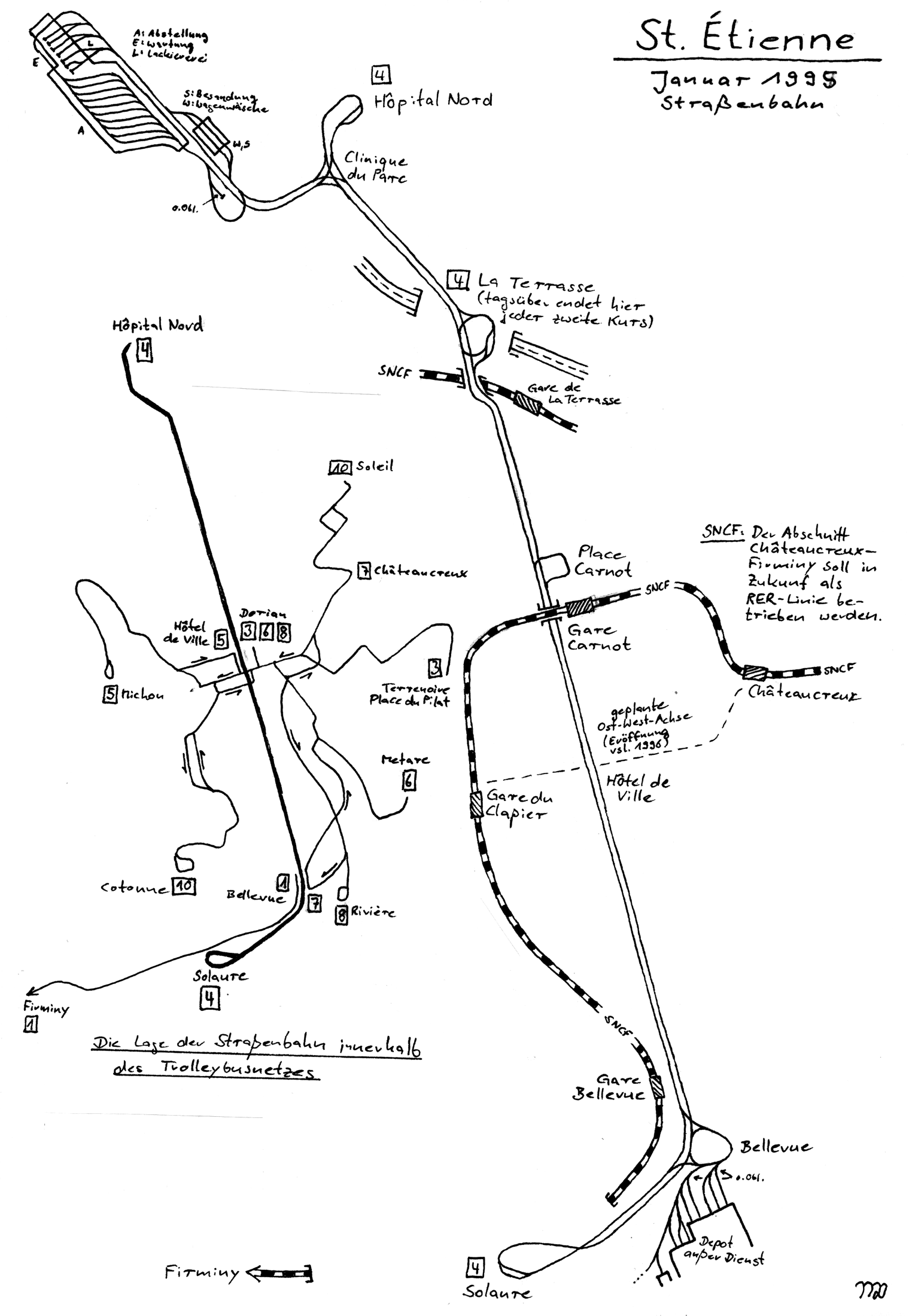
plan des voies en janvier 1995

À partir de 1980, les trente-cinq motrices font l'objet d'une rénovation lourde : l'intérieur des voitures est réaménagé et la livrée extérieure est modifiée, tandis que les postes des receveurs sont supprimés le 2 novembre 1982 et remplacés par le libre-service.
Le point d'orgue du renouveau de la ligne est la mise en service du prolongement de la ligne de Bellevue au nouveau quartier de Solaure. Le 17 février 1983 le quartier est relié à Bellevue en 3 minutes et au centre en 20 minutes. C'était la première fois depuis plus de trente ans qu'une ligne de tramways était prolongée en France. La compagnie CFVE laisse place à la STAS en 1981.
La ligne 4 subit une nouvelle extension le 7 décembre 1991 jusqu'à Hôpital Nord afin de mieux desservir le principal centre hospitalier de la ville. Commence l'acquisition de quinze motrices partiellement surbaissées construites par Vevey-Alsthom.
En 1998, vingt autres Vevey-Alsthom sont acquis et remplacent des perches de la première tranche par un pantographe comme pour les rames de la seconde tranche. Les PCC disparaissent alors.
En 2001, le maire de Saint-Étienne annonce qu'une deuxième ligne verra le jour à l'horizon 2005 pour desservir la gare de Saint-Étienne-Châteaucreux ; l'idée de la réaliser avec des véhicules routiers guidés n'est alors pas exclue.
Le chantier débute le 6 octobre 2003. Lors des travaux de la ligne 5 (tronçon Le Peuple-Châteaucreux), la ligne 4 a été modifiée au niveau du cours Victor Hugo, de la rue Gambetta et de la rue du 11 novembre en 2004.
Les travaux ont lieu sur le cours Victor-Hugo entre janvier 2004 et mai 2005 : les tramways l'empruntent un an de septembre 2005 à mai 2006 dans les deux sens, avec un évitement central place Albert Thomas, pendant la restructuration de la rue Gambetta entre avril 2005 et mars 2006.
Les poses d'aiguillage et les basculements ont été réalisées durant les mois de juin, juillet et août 2005 et 2006 où les trams ont été remplacés par des bus (ligne scindée en 2 en 2005 puis parcours continu en 2006).
Le nouveau tronçon de 2,3 km est inaugurée le 6 octobre 2006 et mise en service le 9 octobre à la suite d'une grève du personnel de la STAS, desservant la gare de Saint-Étienne-Châteaucreux depuis la place du Peuple,.
Une nouvelle ligne 5, à la lisibilité complexe, est alors mise en service : au départ de Châteaucreux les trams se dirigent soit vers La Terrasse soit vers Bellevue en empruntant la nouvelle section puis en complétant l'offre de la ligne 4 historique.
Les travaux de construction de la ligne 5 ont provoqué des changements au niveau des arrêts :
- Déplacement d'arrêts : Place Carnot, Manufacture d'Armes et Peuple avec ses 3 nouveaux arrêts ;
- Nouveaux noms : Manufacture d'Armes → Cité du design ; Albert Thomas → Victor Hugo → Bourse du travail ;
- Suppressions d'arrêts : Gare Carnot, Rue des Creuses et Camille Colard ;
- Nouveaux arrêts : terminus ligne 5 à Bellevue (création d'un nouveau quai), Square Violette (ancien arrêt de bus Hôtel des Postes), Jean Moulin, Fourneyron, Dalgabio et Châteaucreux.

À la suite de la restructuration générale du réseau le 30 août 2010, la ligne 4 devient la ligne T1 et la ligne 5 est séparée en deux lignes T2 et T3 afin de la rendre plus lisible. Les indices 4 et 5 sont réattribués à des lignes d'autobus, les actuelles lignes M4 et M5 à la suite de la restructuration de 2017.
Lors de la campagne pour les élections municipales françaises de 2014, Gaël Perdriau propose la création d'une nouvelle ligne de tramway avant la fin de son mandat ; une fois élu maire de Saint-Étienne et président de Saint-Étienne Métropole il annonce le 26 février 2015 le lancement de ce projet : ce tronçon de 4,3 km reliera Châteaucreux à La Terrasse en desservant le technopole, le Zénith, le stade Geoffroy-Guichard et le quartier du Soleil pour un coût estimé de 75 à 80 millions d'euros,,. La concertation a lieu entre fin 2015 et mi-2016 et permet de définir le tracé parmi plusieurs propositions,.
Les travaux préliminaires, incluant notamment la déviation des réseaux, débutent en 2017 ; la pose du premier rail a lieu le 28 juin 2018. Les essais débutent en 2019, puis la marche à blanc à l'automne 2019.
La construction du nouveau tiroir de manœuvre du terminus Cité du Design de la ligne T2 a lieu durant l'été 2018 et nécessite le remplacement des tramways par des bus entre l'hôpital Nord et la place du Peuple durant cette période.
Cette nouvelle infrastructure fait finalement partie de la ligne T3 qui est réorganisée pour emprunter cette section et desservir La Terrasse et l'Hôpital Nord depuis Châteaucreux, tandis que la ligne T2 est raccourcie pour relier la Cité du Design à Châteaucreux, ce nouveau tronçon est inauguré le 16 novembre 2019.
En 2024, un nouvel arrêt est prévu pour la ligne T3. Cet arrêt de tramway doit en principe passer par le coin du quartier du Soleil.

## Le réseau
Le réseau compte trois lignes de tramways. Il est l'un des seuls en France, avec celui de Lille, à être exploité en voie métrique.

### Lignes
| Ligne | Caractéristiques | Caractéristiques                                       | Caractéristiques                                       | Caractéristiques                                       | Caractéristiques                                       | Caractéristiques                                       | Caractéristiques                                       | Caractéristiques                                       | Caractéristiques                                       |
| T1    | Hôpital Nord ⥋ Solaure | Hôpital Nord ⥋ Solaure                                 | Hôpital Nord ⥋ Solaure                                 | Hôpital Nord ⥋ Solaure                                 | Hôpital Nord ⥋ Solaure                                 | Hôpital Nord ⥋ Solaure                                 | Hôpital Nord ⥋ Solaure                                 | Hôpital Nord ⥋ Solaure                                 | Hôpital Nord ⥋ Solaure                                 |
| ----- | --- | ------------------------------------------------------ | ------------------------------------------------------ | ------------------------------------------------------ | ------------------------------------------------------ | ------------------------------------------------------ | ------------------------------------------------------ | ------------------------------------------------------ | ------------------------------------------------------ |
| T1    | Ouverture / Fermeture 4 décembre 1881 / — | Longueur 9,3 km                                        | Durée 35 min                                           | Nb. d’arrêts 27                                        | Matériel STE 1 STE 2 Urbos 3                           | Jours de fonctionnement L, Ma, Me, J, V, S, D          | Jour / Soir / Nuit / Fêtes O / O / N / O               | Voy. / an 13 677 420 (2 022)                           | Dépôt Transpôle (STAS)                                 |
| T1    | Desserte : - Villes et lieux desservis : Saint-Priest-en-Jarez (Hôpital Nord, Clinique du Parc, Musée des transports urbains de Saint-Étienne et sa région, Lycée Simone Weil, Cité de l'agriculture, Musée d'Art moderne) et Saint-Étienne (Stade Geoffroy Guichard, Cité du Design, Campus de Carnot, Télécom Saint-Étienne, École supérieure d'art et design Saint-Étienne, Institut d'optique Graduate School, International Rhône-Alpes Media Place Jean Jaurès, Hôtel de Ville, Bourse du travail, Campus de Tréfilerie, Centre Deux, EN3S, Place Bellevue, Hôpital Bellevue, Place P.Louis Courrier, Solaure). - Gares desservies : Gare de Saint-Étienne-La Terrasse, Gare de Saint-Étienne-Carnot et Gare de Saint-Étienne-Bellevue. |                                                        |                                                        |                                                        |                                                        |                                                        |                                                        |                                                        |                                                        |
| T1    | Autre : - Stations non accessibles aux UFR : Aucune. - Particularités : La ligne fonctionne du lundi au mercredi de 4 h 2 à 0 h 25, du jeudi au samedi de 4 h 2 à 1 h 5 et les dimanches et fêtes de 5 h 5 à 23 h 50. Pour plus d'informations, voir l'article ligne T1 du tramway de Saint-Étienne. - Date de dernière mise à jour : 22 décembre 2023. |                                                        |                                                        |                                                        |                                                        |                                                        |                                                        |                                                        |                                                        |
| T1    | Dernière actualisation : — |                                                        |                                                        |                                                        |                                                        |                                                        |                                                        |                                                        |                                                        |
| T2    | Cité du Design ⥋ Châteaucreux Gare | Cité du Design ⥋ Châteaucreux Gare                     | Cité du Design ⥋ Châteaucreux Gare                     | Cité du Design ⥋ Châteaucreux Gare                     | Cité du Design ⥋ Châteaucreux Gare                     | Cité du Design ⥋ Châteaucreux Gare                     | Cité du Design ⥋ Châteaucreux Gare                     | Cité du Design ⥋ Châteaucreux Gare                     | Cité du Design ⥋ Châteaucreux Gare                     |
| T2    | Ouverture / Fermeture 9 octobre 2006 / — | Longueur 6,2 km                                        | Durée 15 min                                           | Nb. d’arrêts 11                                        | Matériel Urbos 3                                       | Jours de fonctionnement L, Ma, Me, J, V, S, D          | Jour / Soir / Nuit / Fêtes O / O / N / O               | Voy. / an 2 070 209 (2 022)                            | Dépôt Transpôle (STAS)                                 |
| T2    | Desserte : - Stations non accessibles aux UFR : Aucune. - Villes et lieux desservis : Cité du Design, Campus de Carnot, Télécom Saint-Étienne, École supérieure d'art et design Saint-Étienne, Institut d'optique Graduate School, International Rhône-Alpes Media, Place Jean Jaurès, Hôtel de Ville, Groupe Casino, Caisse d'allocations familiales, Châteaucreux. - Gares desservies : Gare de Saint-Étienne-Carnot et Gare de Saint-Étienne-Châteaucreux. |                                                        |                                                        |                                                        |                                                        |                                                        |                                                        |                                                        |                                                        |
| T2    | Autre : - Particularités : La ligne fonctionne du lundi au samedi de 4 h 57 à 23 h 20 et les dimanches et fêtes de 5 h 42 à 23 h 20. Pour plus d'informations, voir l'article ligne T2 du tramway de Saint-Étienne. - Date de dernière mise à jour : 22 décembre 2023. |                                                        |                                                        |                                                        |                                                        |                                                        |                                                        |                                                        |                                                        |
| T2    | Dernière actualisation : — |                                                        |                                                        |                                                        |                                                        |                                                        |                                                        |                                                        |                                                        |
| T3    | Bellevue ⥋ Terrasse (Hôpital Nord en heures de pointe) | Bellevue ⥋ Terrasse (Hôpital Nord en heures de pointe) | Bellevue ⥋ Terrasse (Hôpital Nord en heures de pointe) | Bellevue ⥋ Terrasse (Hôpital Nord en heures de pointe) | Bellevue ⥋ Terrasse (Hôpital Nord en heures de pointe) | Bellevue ⥋ Terrasse (Hôpital Nord en heures de pointe) | Bellevue ⥋ Terrasse (Hôpital Nord en heures de pointe) | Bellevue ⥋ Terrasse (Hôpital Nord en heures de pointe) | Bellevue ⥋ Terrasse (Hôpital Nord en heures de pointe) |
| T3    | Ouverture / Fermeture 30 août 2010 / — | Longueur 10,6 km                                       | Durée 40 min                                           | Nb. d’arrêts 21 (26)                                   | Matériel STE 1 STE 2 Urbos 3                           | Jours de fonctionnement L, Ma, Me, J, V, S, D          | Jour / Soir / Nuit / Fêtes O / O / N / O               | Voy. / an 5 131 407 (2 022)                            | Dépôt Transpôle (STAS)                                 |
| T3    | Desserte : - Stations non accessibles aux UFR : Aucune. - Villes et lieux desservis : Saint-Étienne (Place Bellevue, EN3S, Centre Deux, Campus de Tréfilerie, Bourse du travail, Groupe Casino, Caisse d'allocations familiales, Châteaucreux, Stade Geoffroy Guichard, Zénith Saint-Étienne Métropole, Le Fil, Comédie de Saint-Étienne) et Saint-Priest-en-Jarez (Hôpital Nord, Clinique du Parc, Musée des transports urbains de Saint-Étienne et sa région, Lycée Simone Weil, Cité de l'agriculture, Musée d'Art moderne). - Gares desservies : Gare de Saint-Étienne-La Terrasse, Gare de Saint-Étienne-Châteaucreux et Gare de Saint-Étienne-Bellevue.                                                                                 |                                                        |                                                        |                                                        |                                                        |                                                        |                                                        |                                                        |                                                        |
| T3    | Autre : - Particularités : La ligne fonctionne du lundi au mercredi de 4 h 30 à 23 h 35, du jeudi au samedi de 4 h 30 à 0 h 35 et les dimanches et fêtes de 5 h 39 à 0 h 5. Pour plus d'informations, voir l'article ligne T3 du tramway de Saint-Étienne. - Date de dernière mise à jour : 22 décembre 2023. |                                                        |                                                        |                                                        |                                                        |                                                        |                                                        |                                                        |                                                        |
| T3    | Dernière actualisation : — |                                                        |                                                        |                                                        |                                                        |                                                        |                                                        |                                                        |                                                        |

### Lignes de remplacement tramway
| Ligne | Caractéristiques | Caractéristiques | Caractéristiques | Caractéristiques | Caractéristiques | Caractéristiques | Caractéristiques | Caractéristiques | Caractéristiques |
| T1B   | Hôpital Nord/Terrasse/Cité du Design/Châteaucreux Gare/Peuple/Bellevue/Solaure ⥋ Hôpital Nord/Terrasse/Cité du Design/Châteaucreux Gare/Peuple/Bellevue/Solaure | Hôpital Nord/Terrasse/Cité du Design/Châteaucreux Gare/Peuple/Bellevue/Solaure ⥋ Hôpital Nord/Terrasse/Cité du Design/Châteaucreux Gare/Peuple/Bellevue/Solaure | Hôpital Nord/Terrasse/Cité du Design/Châteaucreux Gare/Peuple/Bellevue/Solaure ⥋ Hôpital Nord/Terrasse/Cité du Design/Châteaucreux Gare/Peuple/Bellevue/Solaure | Hôpital Nord/Terrasse/Cité du Design/Châteaucreux Gare/Peuple/Bellevue/Solaure ⥋ Hôpital Nord/Terrasse/Cité du Design/Châteaucreux Gare/Peuple/Bellevue/Solaure | Hôpital Nord/Terrasse/Cité du Design/Châteaucreux Gare/Peuple/Bellevue/Solaure ⥋ Hôpital Nord/Terrasse/Cité du Design/Châteaucreux Gare/Peuple/Bellevue/Solaure | Hôpital Nord/Terrasse/Cité du Design/Châteaucreux Gare/Peuple/Bellevue/Solaure ⥋ Hôpital Nord/Terrasse/Cité du Design/Châteaucreux Gare/Peuple/Bellevue/Solaure | Hôpital Nord/Terrasse/Cité du Design/Châteaucreux Gare/Peuple/Bellevue/Solaure ⥋ Hôpital Nord/Terrasse/Cité du Design/Châteaucreux Gare/Peuple/Bellevue/Solaure | Hôpital Nord/Terrasse/Cité du Design/Châteaucreux Gare/Peuple/Bellevue/Solaure ⥋ Hôpital Nord/Terrasse/Cité du Design/Châteaucreux Gare/Peuple/Bellevue/Solaure | Hôpital Nord/Terrasse/Cité du Design/Châteaucreux Gare/Peuple/Bellevue/Solaure ⥋ Hôpital Nord/Terrasse/Cité du Design/Châteaucreux Gare/Peuple/Bellevue/Solaure |
| ----- | --- | --- | --- | --- | --- | --- | --- | --- | --- |
| T1B   | Ouverture / Fermeture — / — | Longueur — | Durée — | Nb. d’arrêts — | Matériel Citelis 18 Urbanway 18 Citaro C1 Facelift Citelis 12 Urbanway 12 BHNS                                                                                  | Jours de fonctionnement L, Ma, Me, J, V, S, D | Jour / Soir / Nuit / Fêtes O / O / N / O | Voy. / an — | Dépôt Transpôle (STAS) Transparc (STAS) |
| T1B   | Desserte : — | | | | | | | | |
| T1B   | Autre : | | | | | | | | |
| T1B   | Dernière actualisation : — | | | | | | | | |
| T2B   | Cité du Design ⥋ Châteaucreux Gare | Cité du Design ⥋ Châteaucreux Gare | Cité du Design ⥋ Châteaucreux Gare | Cité du Design ⥋ Châteaucreux Gare | Cité du Design ⥋ Châteaucreux Gare | Cité du Design ⥋ Châteaucreux Gare | Cité du Design ⥋ Châteaucreux Gare | Cité du Design ⥋ Châteaucreux Gare | Cité du Design ⥋ Châteaucreux Gare |
| T2B   | Ouverture / Fermeture — / — | Longueur — | Durée — | Nb. d’arrêts — | Matériel Citelis 18 Urbanway 18 Citaro C1 Facelift Citelis 12 Urbanway 12 BHNS                                                                                  | Jours de fonctionnement L, Ma, Me, J, V, S, D | Jour / Soir / Nuit / Fêtes O / O / N / O | Voy. / an — | Dépôt Transpôle (STAS) |
| T2B   | Desserte : — | | | | | | | | |
| T2B   | Autre : | | | | | | | | |
| T2B   | Dernière actualisation : — | | | | | | | | |
| T3B   | Bellevue/Peuple/Terrasse/Châteaucreux Gare/Hôpital Nord ⥋ Bellevue/Peuple/Terrasse/Châteaucreux Gare/Hôpital Nord                                               | Bellevue/Peuple/Terrasse/Châteaucreux Gare/Hôpital Nord ⥋ Bellevue/Peuple/Terrasse/Châteaucreux Gare/Hôpital Nord                                               | Bellevue/Peuple/Terrasse/Châteaucreux Gare/Hôpital Nord ⥋ Bellevue/Peuple/Terrasse/Châteaucreux Gare/Hôpital Nord                                               | Bellevue/Peuple/Terrasse/Châteaucreux Gare/Hôpital Nord ⥋ Bellevue/Peuple/Terrasse/Châteaucreux Gare/Hôpital Nord                                               | Bellevue/Peuple/Terrasse/Châteaucreux Gare/Hôpital Nord ⥋ Bellevue/Peuple/Terrasse/Châteaucreux Gare/Hôpital Nord                                               | Bellevue/Peuple/Terrasse/Châteaucreux Gare/Hôpital Nord ⥋ Bellevue/Peuple/Terrasse/Châteaucreux Gare/Hôpital Nord                                               | Bellevue/Peuple/Terrasse/Châteaucreux Gare/Hôpital Nord ⥋ Bellevue/Peuple/Terrasse/Châteaucreux Gare/Hôpital Nord                                               | Bellevue/Peuple/Terrasse/Châteaucreux Gare/Hôpital Nord ⥋ Bellevue/Peuple/Terrasse/Châteaucreux Gare/Hôpital Nord                                               | Bellevue/Peuple/Terrasse/Châteaucreux Gare/Hôpital Nord ⥋ Bellevue/Peuple/Terrasse/Châteaucreux Gare/Hôpital Nord                                               |
| T3B   | Ouverture / Fermeture — / — | Longueur — | Durée 40 min | Nb. d’arrêts — | Matériel Citelis 18 Urbanway 18 Citaro C1 Facelift Citelis 12 Urbanway 12 BHNS                                                                                  | Jours de fonctionnement L, Ma, Me, J, V, S, D | Jour / Soir / Nuit / Fêtes O / O / N / O | Voy. / an — | Dépôt Transpôle (STAS) |
| T3B   | Desserte : — | | | | | | | | |
| T3B   | Autre : | | | | | | | | |
| T3B   | Dernière actualisation : — | | | | | | | | |

### Stations
Les stations du réseau sont composées généralement d'un abri, sauf en cas de quai étroit où un poteau d'arrêt le remplace, d'un distributeur de titres de transport et d'une borne d'information aux voyageurs. Ce mobilier est généralement le même qu'aux arrêts de bus.

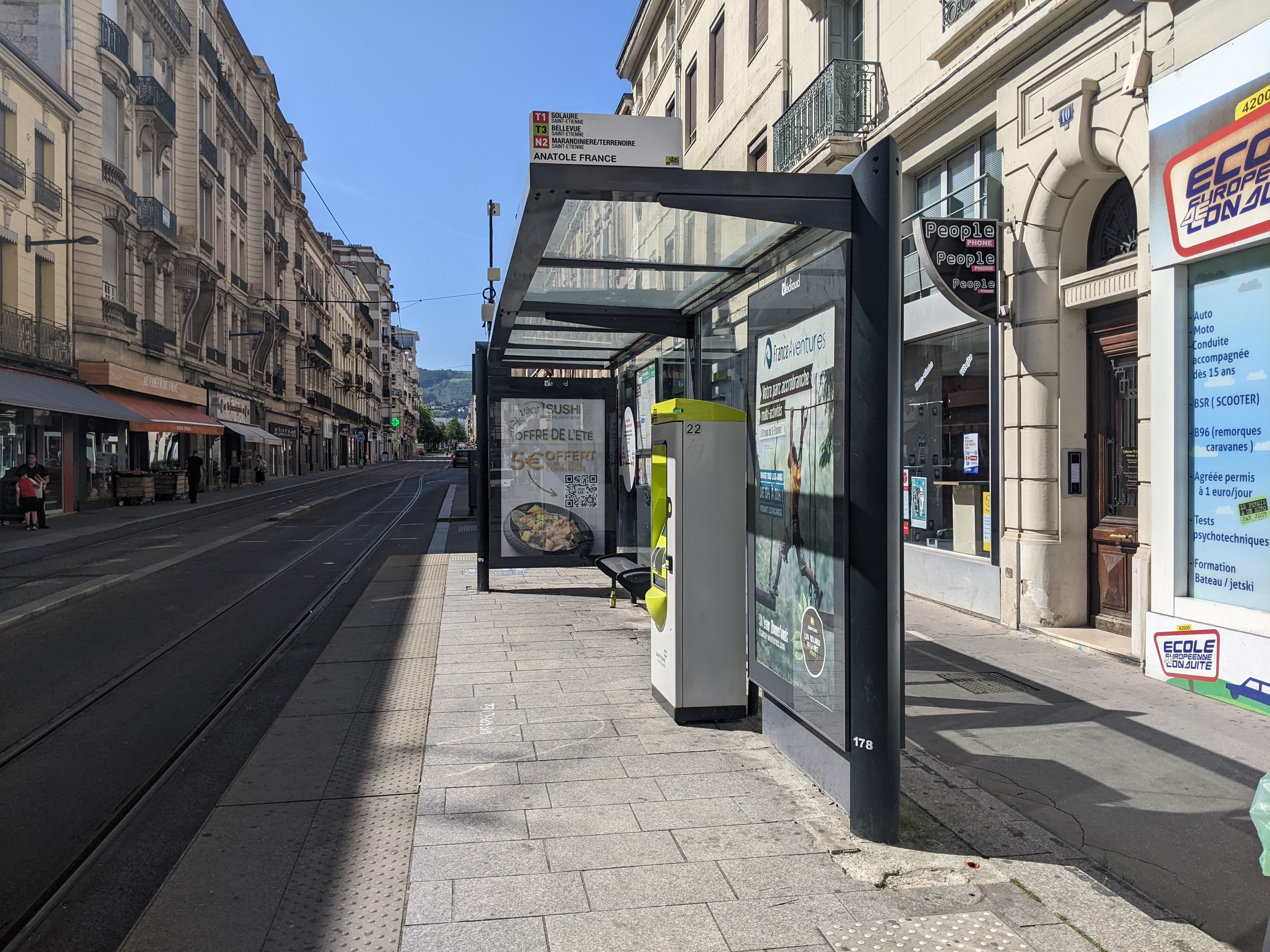
Station Anatole France : abri standard et distributeur de titres de transport
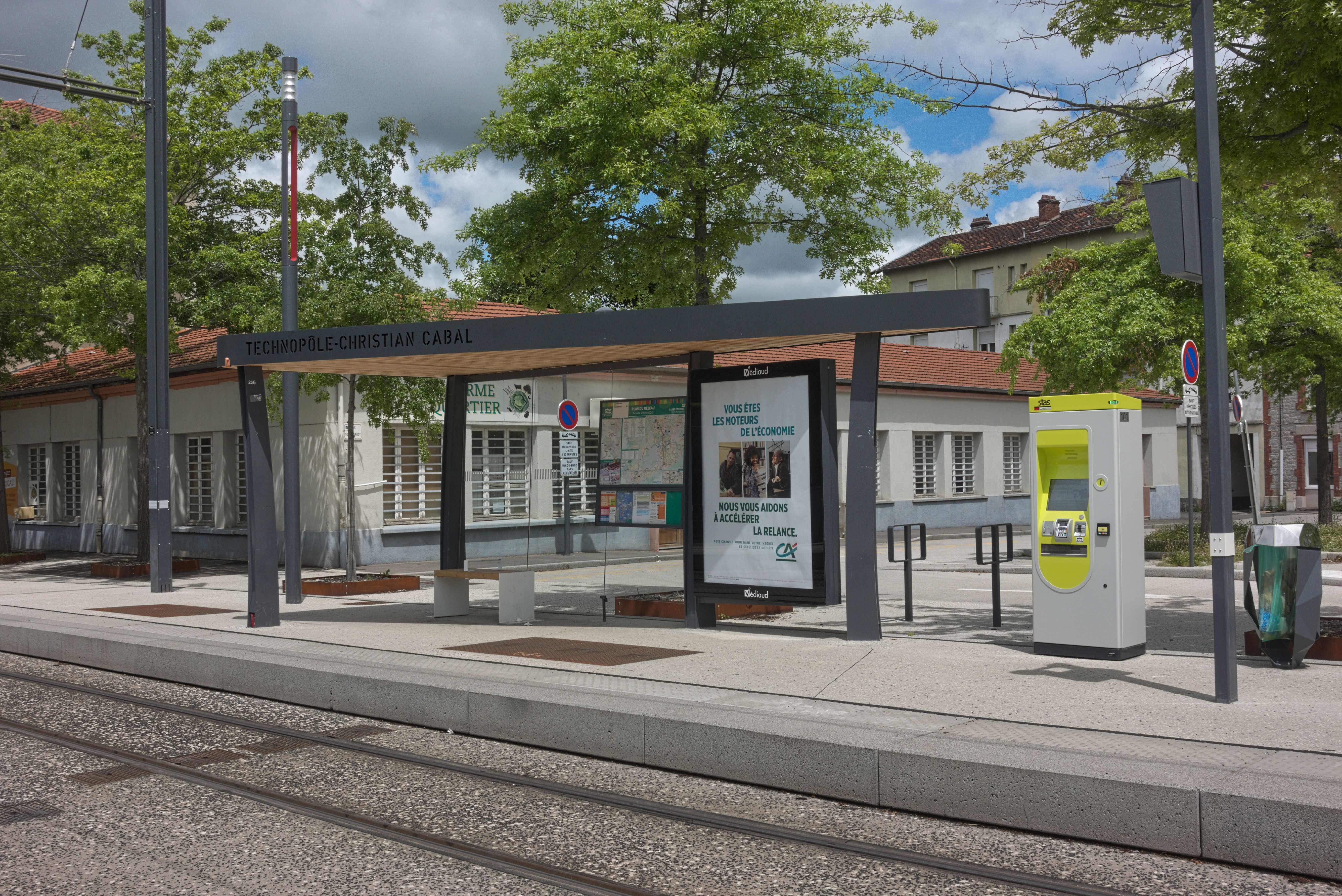
Station Technopôle - Christan Cabal : abri au design particulier et vue d'ensemble d'un aménagement type.
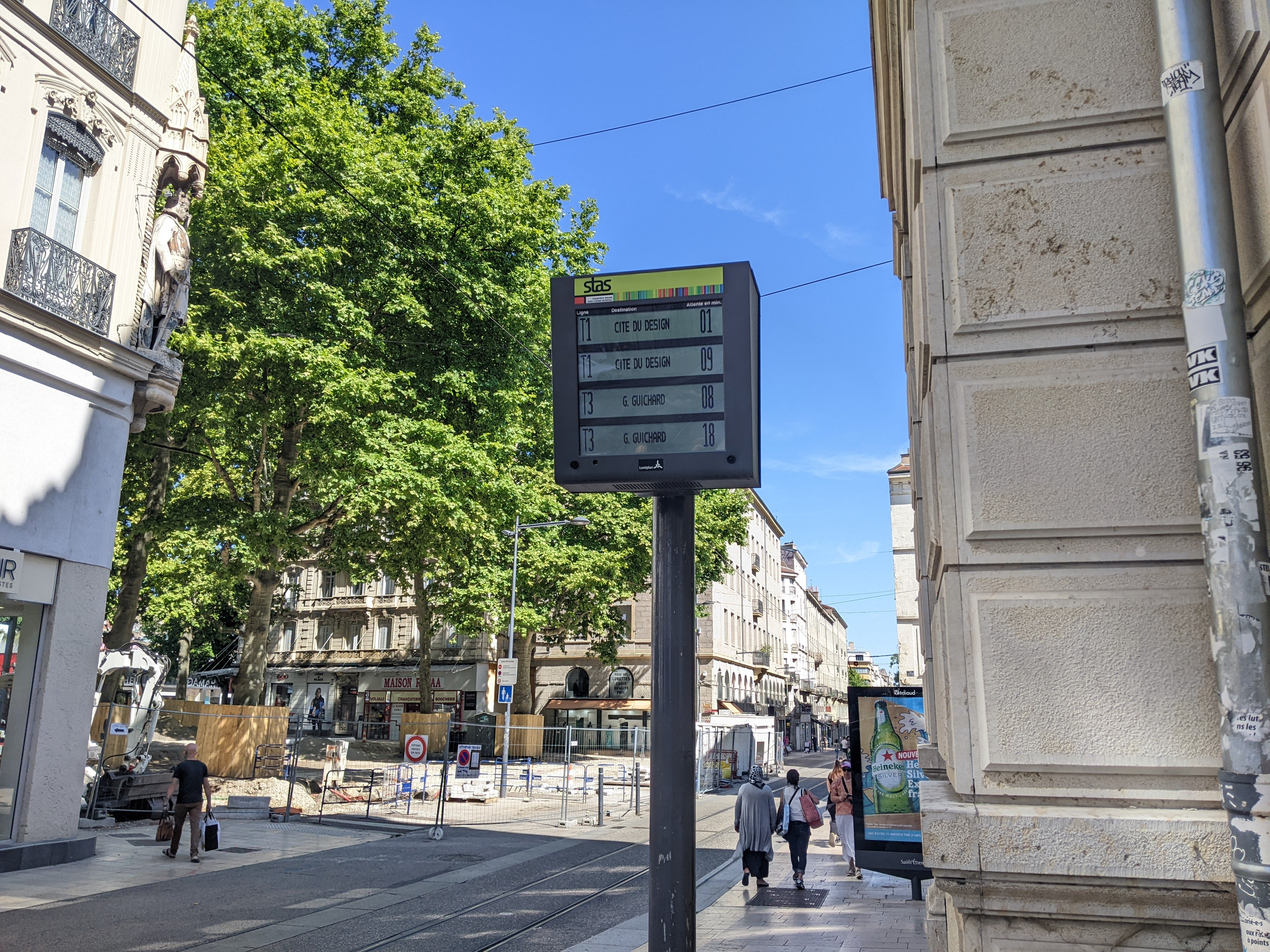
Station Saint-Louis : Zoom sur la borne d'information aux voyageurs.
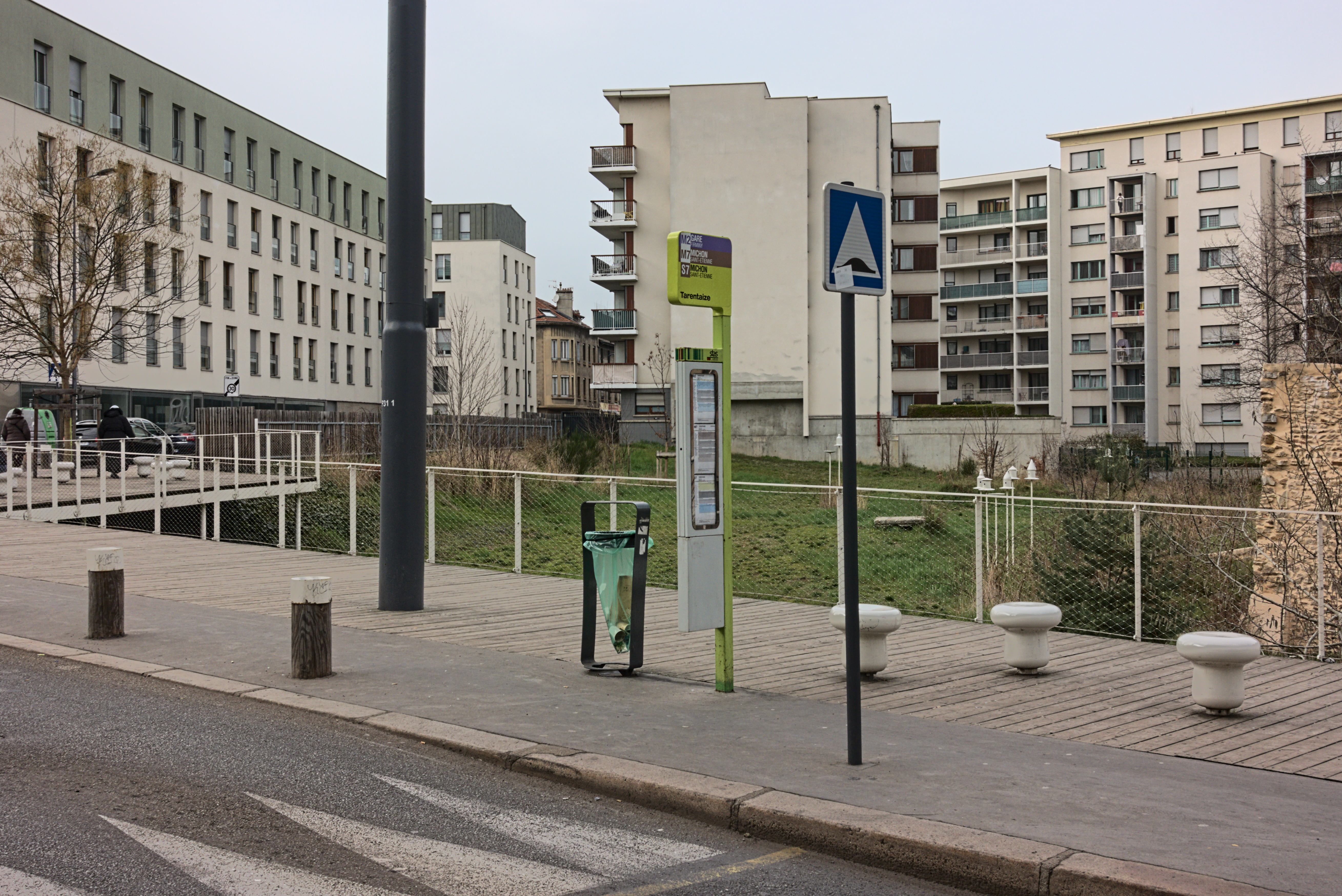
Si le quai est trop étroit, l'abri est remplacé par le même modèle de poteau que sur cette photo.

## Exploitation

### Matériel roulant actuel
L'exploitation est assurée par un parc actuellement composé de 44 rames.
| Constructeur  | Modèle  | Nombre | Numérotation               | Années      | Affectation |
| ------------- | ------- | ------ | -------------------------- | ----------- | ----------- |
| Alsthom-Vevey | STE 1   | 7      | 906 à 909, 912, 914 et 915 | 1991 - 1992 | T1 T3       |
| Alsthom-Vevey | STE 2   | 20     | 916 à 935                  | 1998        | T1 T3       |
| CAF           | Urbos 3 | 16     | 941 à 956                  | 2017 à 2018 | T1 T2 T3    |

#### Rames Vevey-Alsthom-Düwag STE1 & STE2 (Saint Étienne 1 & Saint Étienne 2)
Le parc de rames Vevey-Alsthom-Düwag était initialement composé de 35 unités. Il comprend 2 séries dénommées Saint-Étienne 1 (STE1) et Saint-Étienne 2 (STE2).
- Nombre d'unités livrées : 15 STE1 et 20 STE2
- Numéros de parc : 901-915 (série 1) et 916-935 (série 2)
- Longueur : 22,24 m
- Largeur : 2,10 m
- Masse à vide : 27,4 t
- Capacité de transport : 211 (39/163) personnes

La première série (STE1/Saint Étienne 1), livrée entre 1991 et 1992, comprenait 15 unités numérotées 901 à 915. Elle fut mise en service entre 1991 et 1992, au moment de l'extension de la ligne 4 jusqu'à l'Hôpital Nord.
Toutes les rames de la série étaient alors équipées de perches, les anciennes motrices PCC étant toujours en circulation. Lorsque les PCC cessèrent de circuler, les perches furent remplacées par des pantographes. 6 à 8 d'entre elles devraient d'ici 2019 subir une importante rénovation, tandis que le reste du parc est progressivement retiré du service à la suite de la mise en circulation des 16 nouvelles rames CAF Urbos 3.
La rame 904 a été la première réformée à la suite d'une collision avec un véhicule début 2017 et quelques mois plus tard, la rame 913 a également été retirée du service afin d'être réaménagée pour les expérimentations du Tram-Fret consistant à livrer par tramway deux supérettes de l'enseigne Casino en juin et juillet 2017, projet qui ne verra finalement pas le jour. Au total, 7 rames (901, 902, 903, 904, 910, 911 et 913) seront retirées cette même année, sans toutefois être détruites. Le reste du parc sera progressivement rénové à partir de fin 2018, excepté la rame 905 qui sera mise au rebut courant 2019.
Une seconde série (STE2/Saint Étienne 2), livrée en 1998, comprenant 20 unités numérotées de 916 à 935, ne comporte que des différences mineures avec leurs sœurs aînées (palette pour PMR, portes louvoyantes, caméras à la place des rétroviseurs). Le courant est collecté par le pantographe. La série est capable d'atteindre la vitesse de 55 km/h. Cette dernière a subi une rénovation significative débutée en 2014 avec la rame 922 et qui s'achèvera définitivement en 2017 avec la rame 929. Cette rénovation concerne majoritairement l'aménagement intérieur avec entre autres, le renouvellement de la sellerie, une amélioration de l'éclairage, une augmentation des dispositifs de sécurité (caméras de vidéosurveillance) et à l'extérieur, une nouvelle découpe.
Quatorze rames Vevey-Alsthom ont subi une légère rénovation en 2004-2005 par la société Safra d'Albi. C'est la même société qui a été choisie pour rénover huit autres rames durant la décennie 2010. Plus poussée, cette rénovation consista à installer un nouveau passage de câble électrique en toiture, dont la partie au niveau de la cabine est réaménagée pour une nouvelle climatisation, à remplacer les rétroviseurs par des caméras, à moderniser l'intérieur des rames (remplacement des néons par des LEDs, reconfiguration et remplacement des sièges pour améliorer les flux et favoriser les PMR, changement du tapis de sol sur les zones surbaissées et au cas par cas sur les parties hautes) et à remettre en état les portes (vitres et joints neufs) et l'intercirculation. Enfin, le siège conducteur est changé et les rames sont repeintes à l’identique à l’intérieur et à l’extérieur.

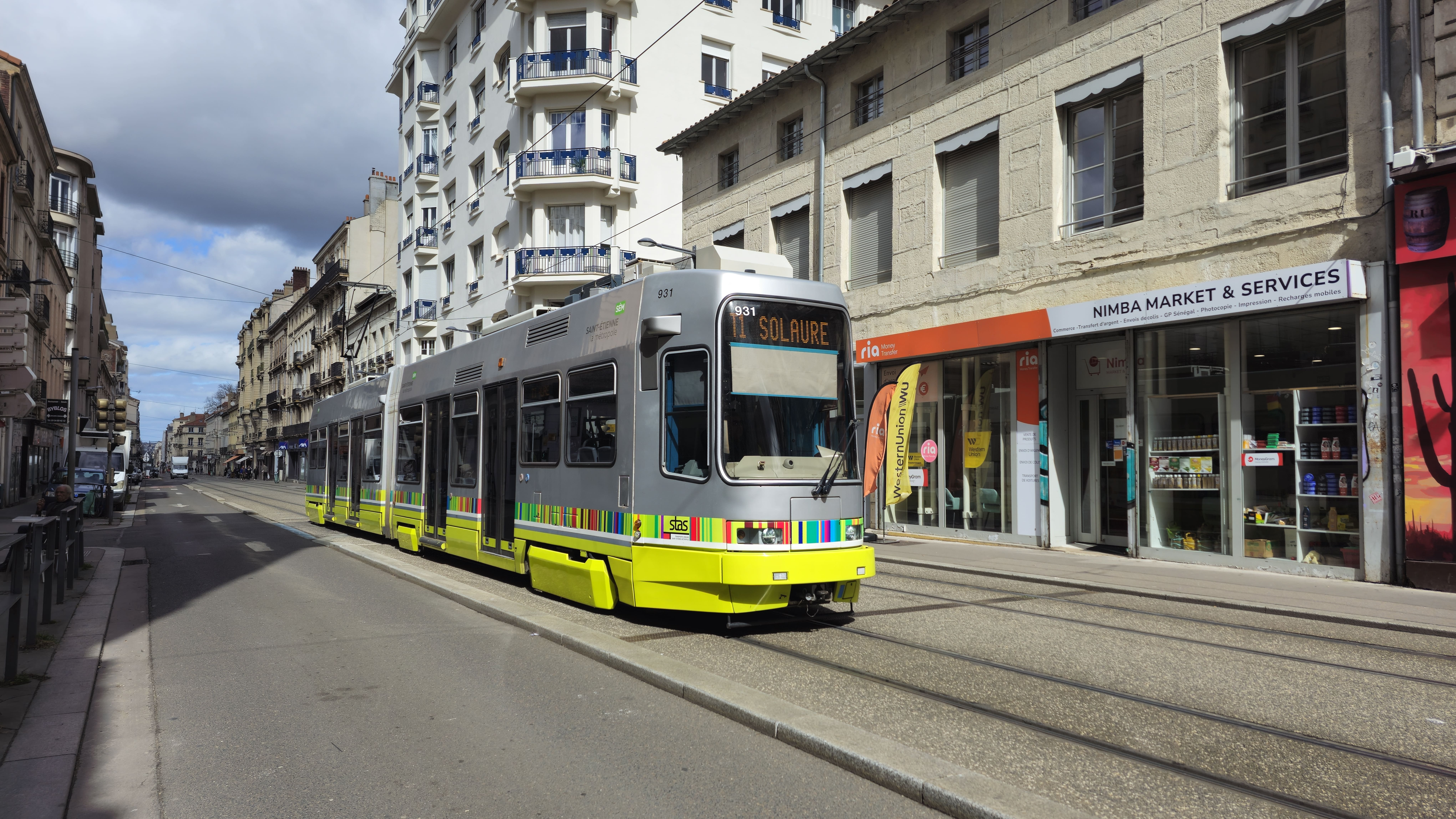
Rame de type Alsthom Vevey STE2 (n°931 à Campus Tréfilerie sur la ligne T1)
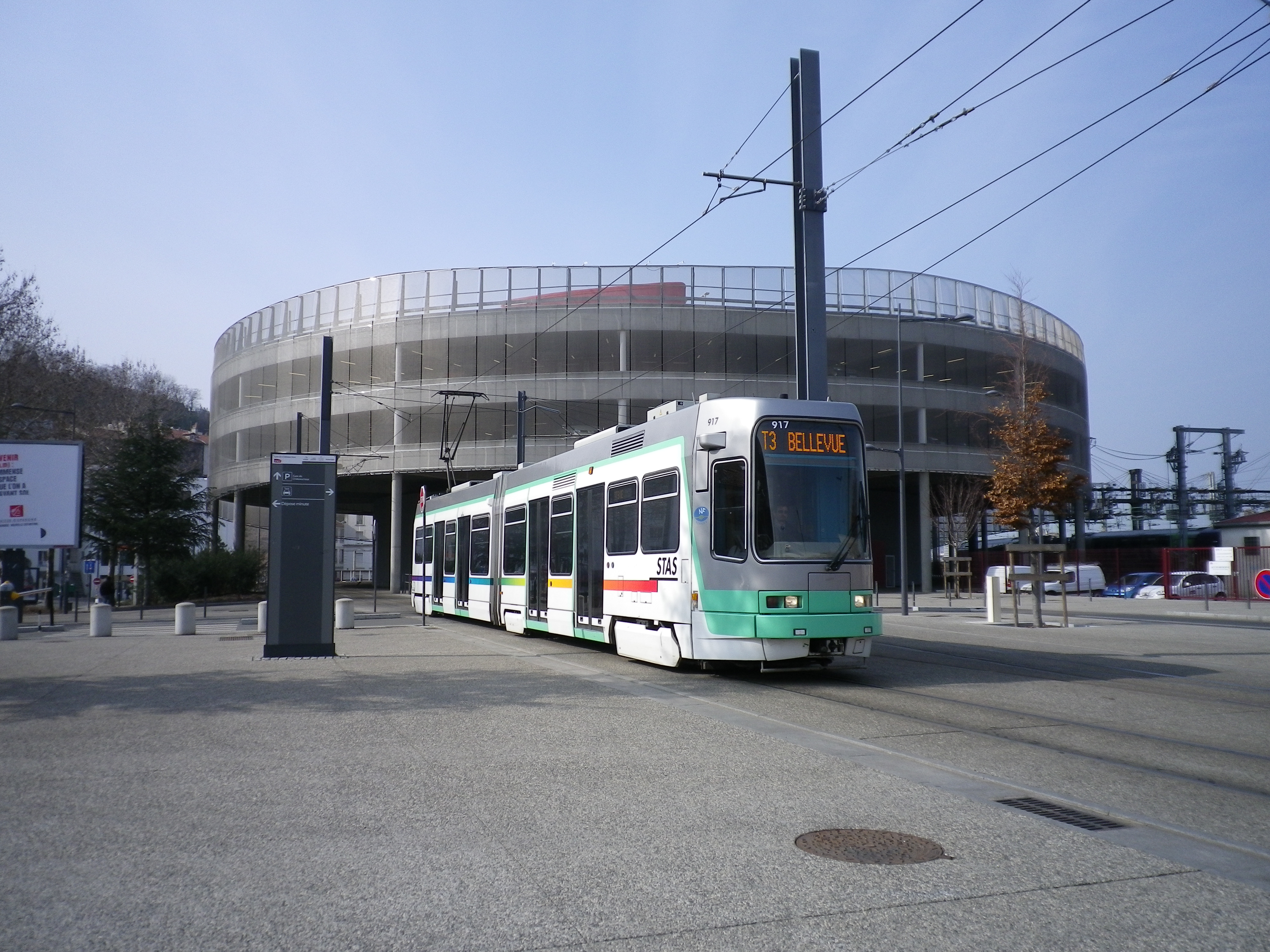
Rame de type Alsthom Vevey STE2 avec son ancienne livrée (n°917 à Châteaucreux sur la ligne T3)
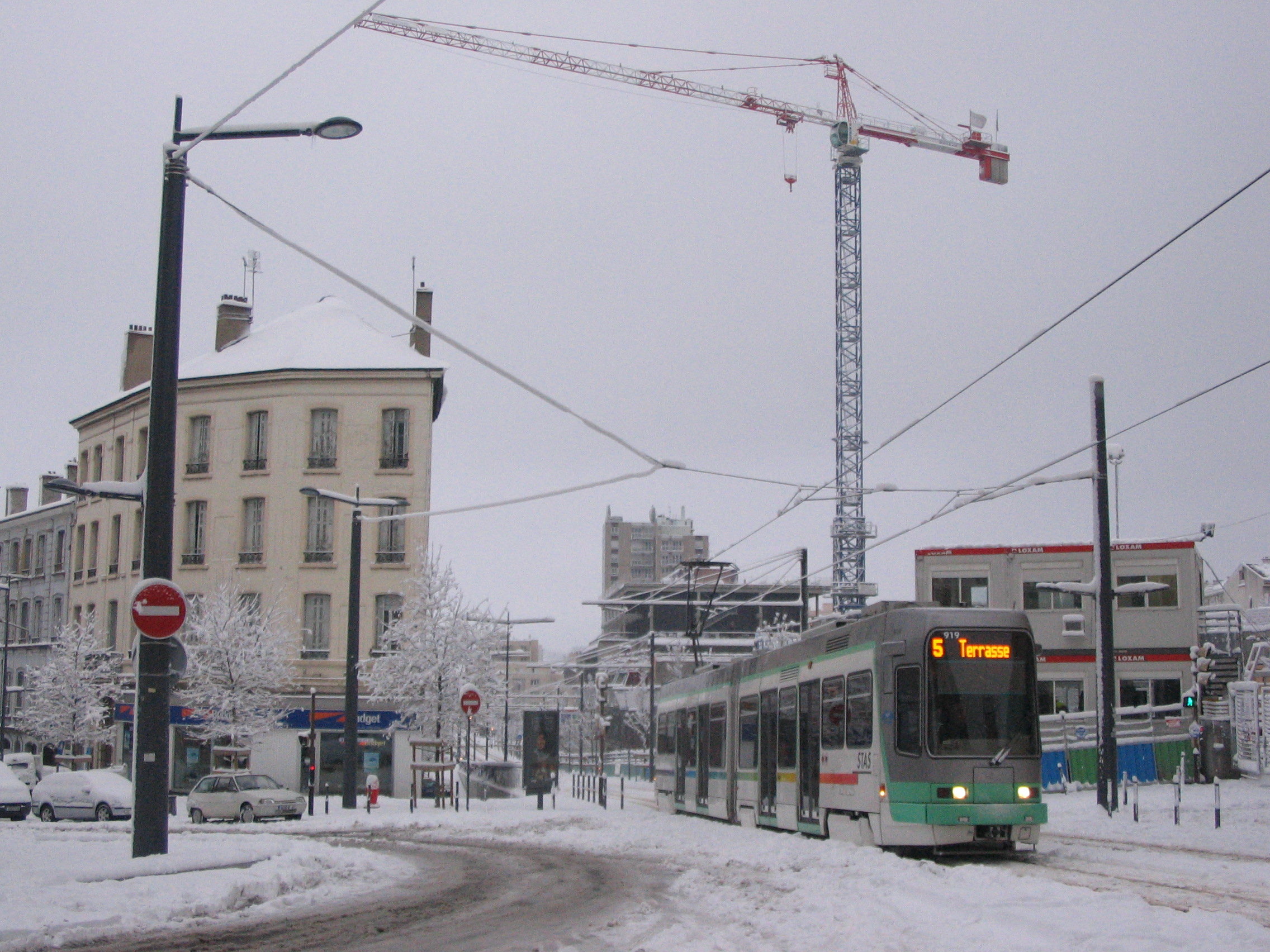
Rame de type Alsthom Vevey STE2 (n°919 sur l'ancienne ligne 5) dans la neige

#### Rames CAF Urbos 3
Le parc de rames CAF Urbo 3 est composé de 16 unités.
- Nombre d'unités livrées : 16
- Numéros de parc : 941-956
- Longueur : 33 mètres
- Largeur : 2,15 mètres

Initialement, le réseau lance en 2013 un appel d'offres visant à rénover 20 rames Alsthom, d'ici à 2017. Le contrat de 3 millions d'euros a été attribué à l'entreprise Safra, mais est abandonné au profit de la commande de rames neuves.
À la suite d'un appel d'offres pour 16 nouvelles rames lancé en 2014, c'est le constructeur espagnol CAF qui est retenu avec son modèle Urbos tandis que l'agence lyonnaise Avant première est choisie pour le design du nouveau matériel. Le coût total s'élève à 42 millions d'euros.
Les premières livraisons devaient initialement avoir lieu au printemps 2016 peu avant l'accueil du Championnat d'Europe de football. La livraison des rames a commencé à la fin de l'année 2016 et s'est étalée tout le long de l'année 2017. La première mise en service commercial a été inaugurée le 3 mai 2017.

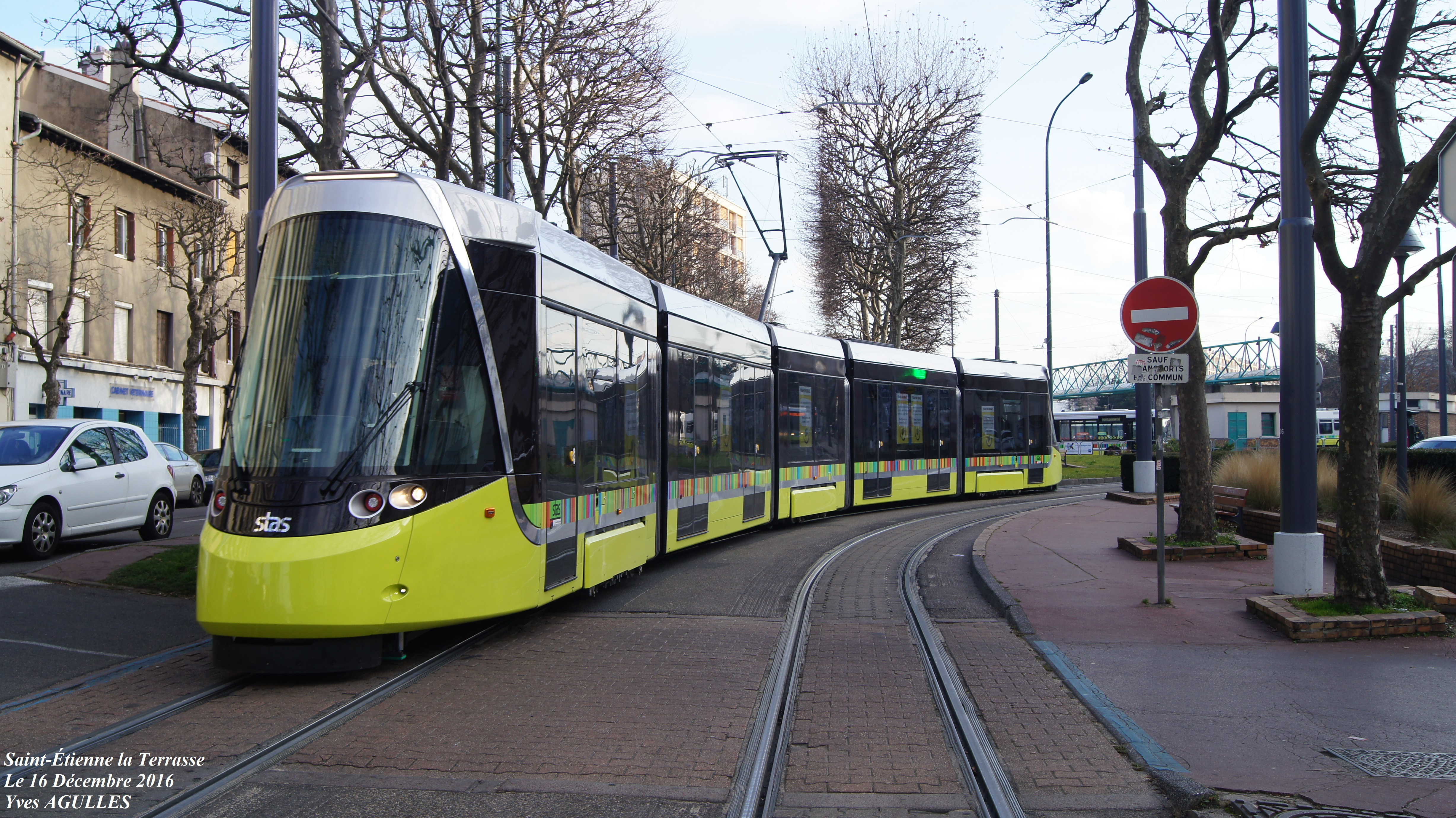
Saint-Étienne la terrasse CAF Urbos N°944
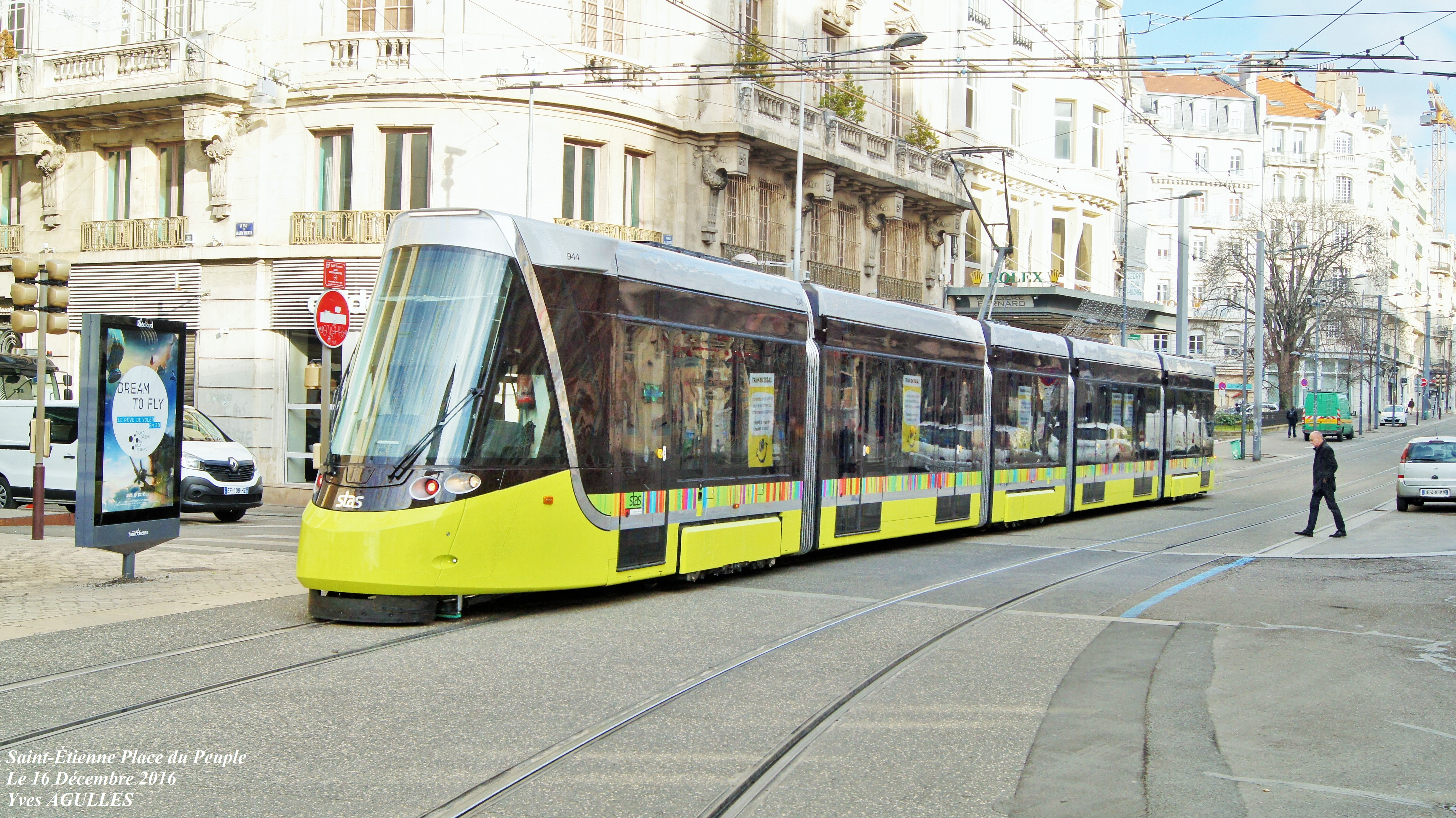
place peuple Gambetta tramway CAF urbos n°944
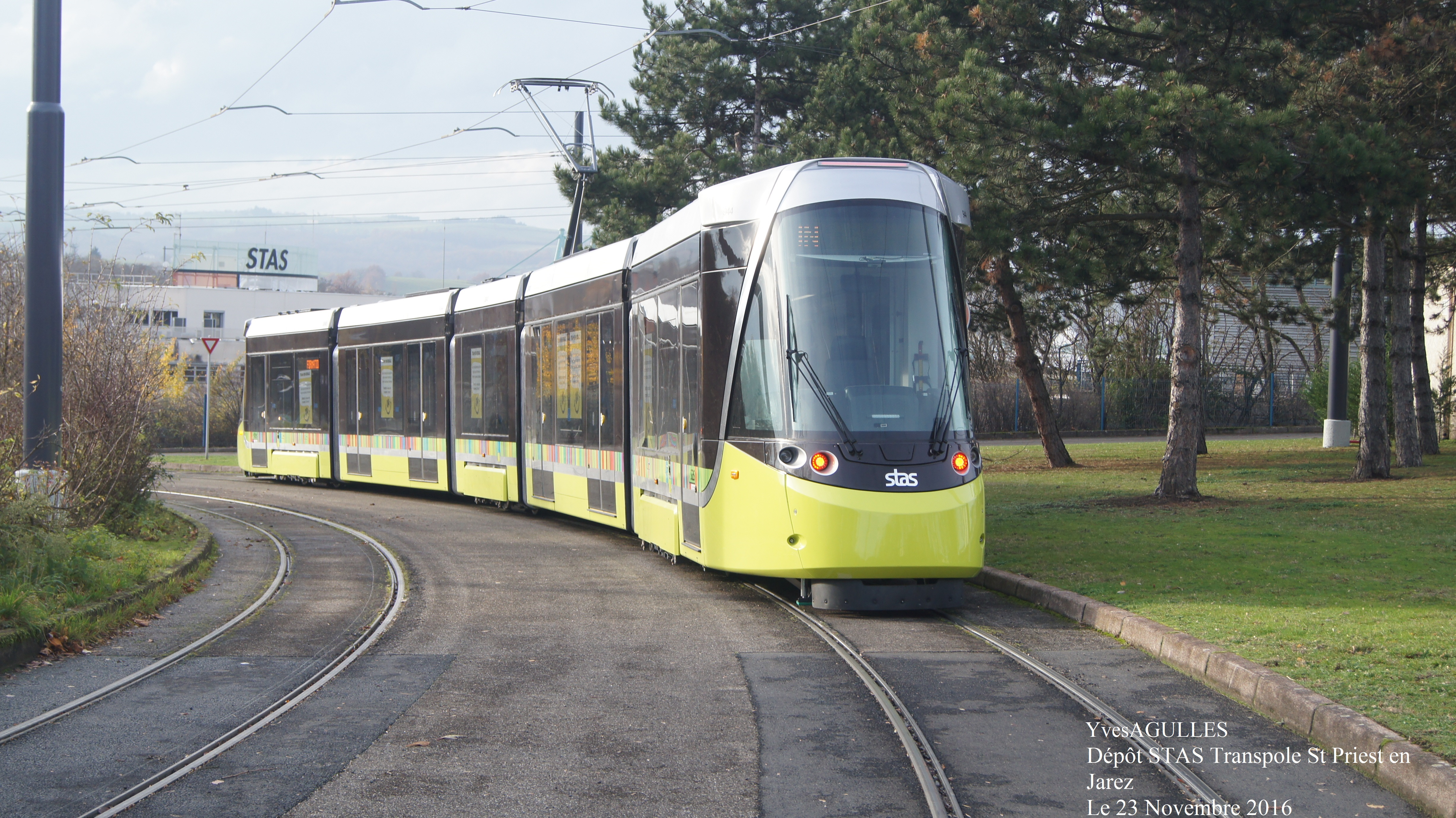
Dépôt STAS St Priest en Jarez CAF urbos n°944
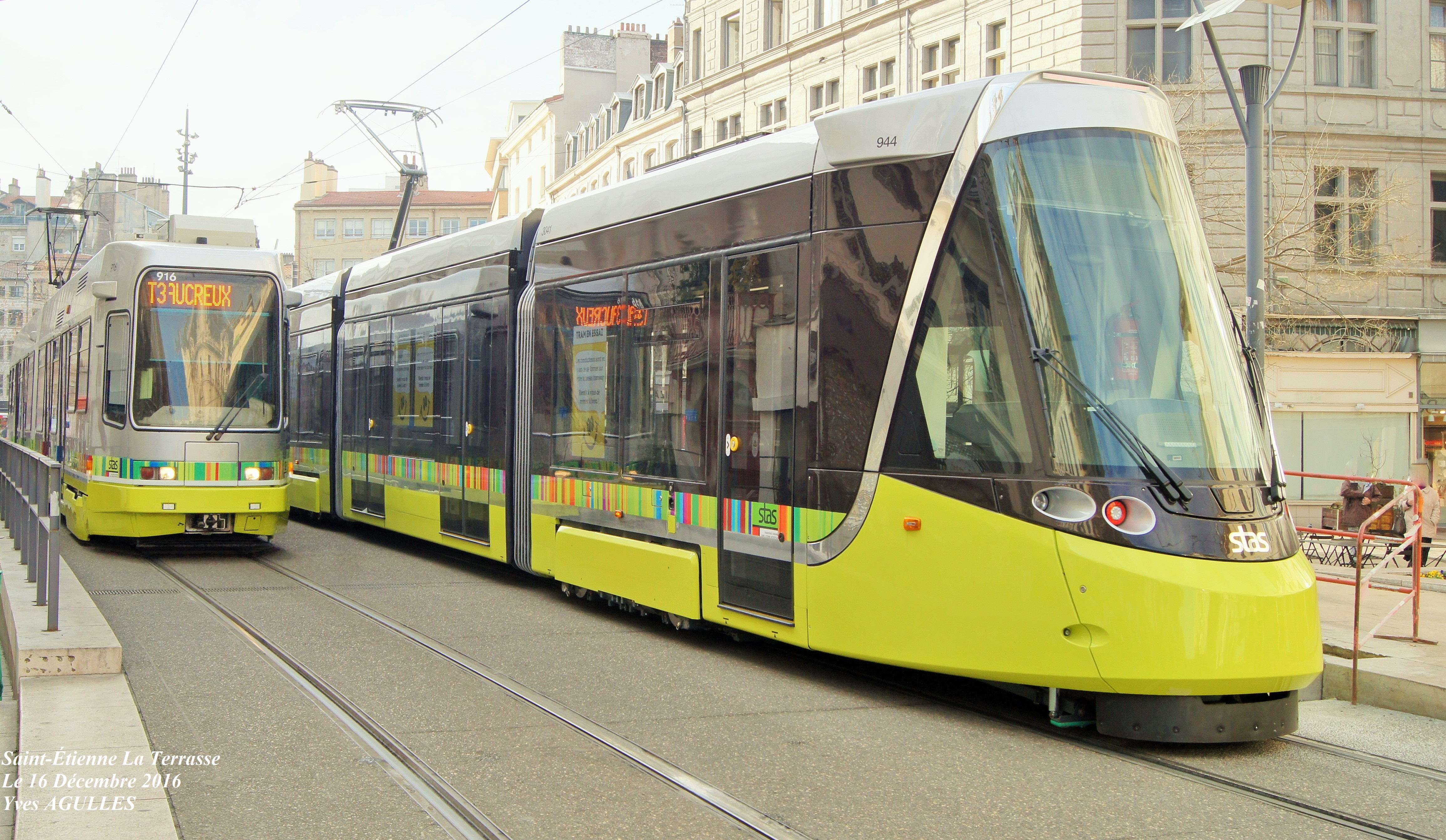
Station Peuple Libération CAF Urbos + TFS de type STE2 (n° 916 sur la ligne T3 à destination de Châteaucreux)

### Ancien matériel

#### Locomotives à vapeur

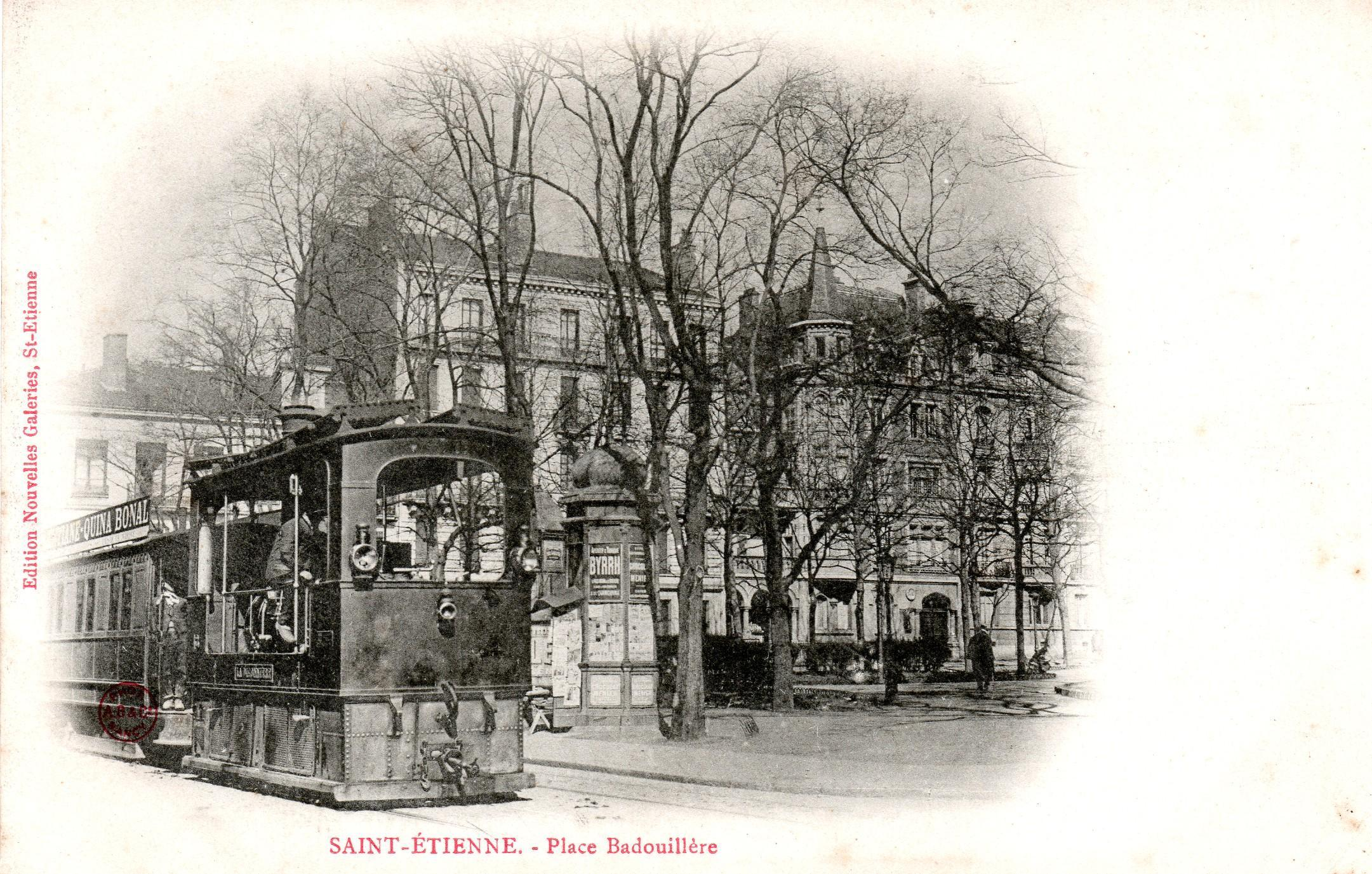
Locomotive suisse Winterthur vers 1890 sur le réseau de la CFVE.
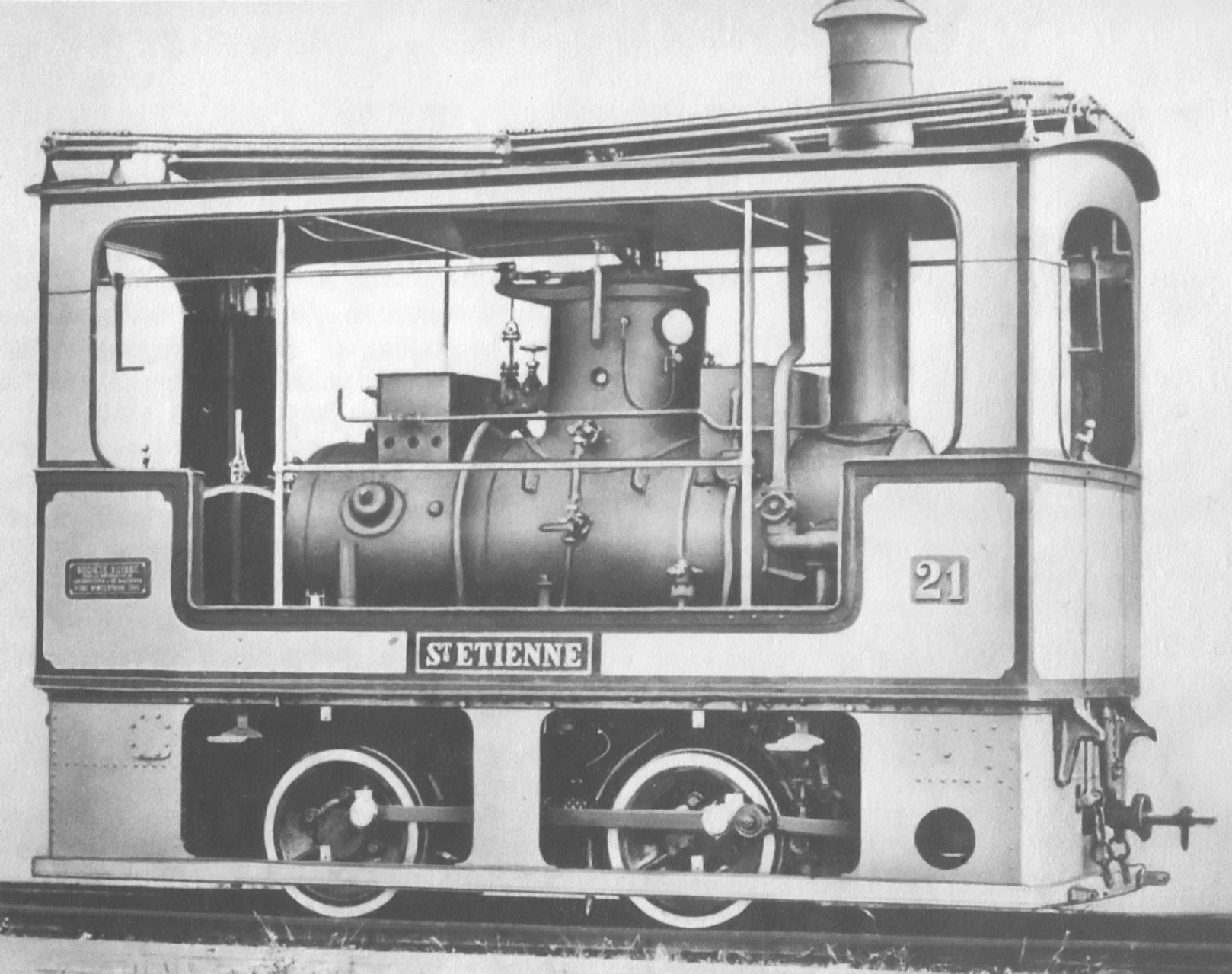
Locomotive du tramways à vapeur de la CFVE construite en Suisse.

#### Motrices types A
Les motrices de type A ont été construites par Alexandre Grammont en 1897 et livrées aux TE.
L'effectif était de 30 voitures qui circulèrent de 1897 à 1952.
- 30 unités : no 1 à 30
- Longueur : 7,50 m
- Largeur : 2 m
- Masse à vide : 8,3 t
- Capacité de transport : 40 personnes

#### Motrices types H

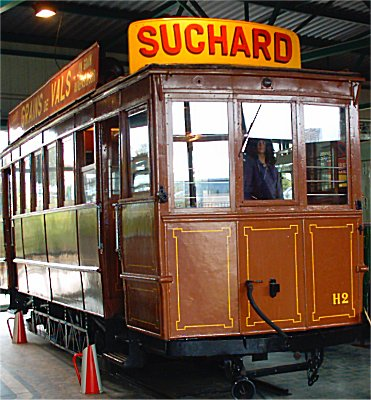
Motrice de type H no 2.

Les motrices type H ont été livrées en 1907 à la CFVE, au début de l'électrification.
- 58 unités : H 1 à H 58,
- Longueur : 9 m
- Largeur : 2 m
- Masse à vide : 12,3 t
- Capacité de transport : 48 personnes

Quatre d'entre elles sont allées rejoindre le réseau du tramway de Roanne dans les années 1920.

#### Motrices J
Les motrices type J ont été construites par la CFVE en 1933.
Chacune des huit motrices a circulé entre 1933 et 1959 
- 8 unités : J 70 à 77
- Longueur : 9,76 m
- Largeur : 2 m
- Masse à vide : 13,5 t
- Capacité de transport : 50 personnes

#### Motrices K
Les motrices type K ont été achetées à Reims par la CFVE, en 1920.
Chacune des dix motrices a circulé entre 1917 et 1959 
- 10 unités : K 101 à 110
- Longueur : 9,38 m
- Largeur : 2 m
- Masse à vide : 12 t
- Capacité de transport : 48 personnes

#### Motrices R
Les motrices type R ont été  achetées à Nancy à la  Compagnie des tramways suburbains  par la CFVE, en 1920.
Chacune des huit motrices a circulé entre 1920 et 1959 
- 8 unités : R 1 à 8
- Longueur : 9,35 m
- Largeur : 2 m
- Masse à vide : 13 t
- Capacité de transport : 47 personnes

#### Motrices T
Les motrices type T à bogies, ont été  achetées à Nancy à la Compagnie des tramways suburbains par la CFVE, en 1919.
Chacune des huit motrices a circulé entre 1920 et 1932, 2 sont alors vendues à  la Compagnie genevoise des tramways électriques
- 8 unités : T 1 à 8
- Longueur : 14,3 m
- Largeur : 2 m
- Masse à vide : 20 t
- Capacité de transport : (30/16) 46 personnes

#### Motrices PCC

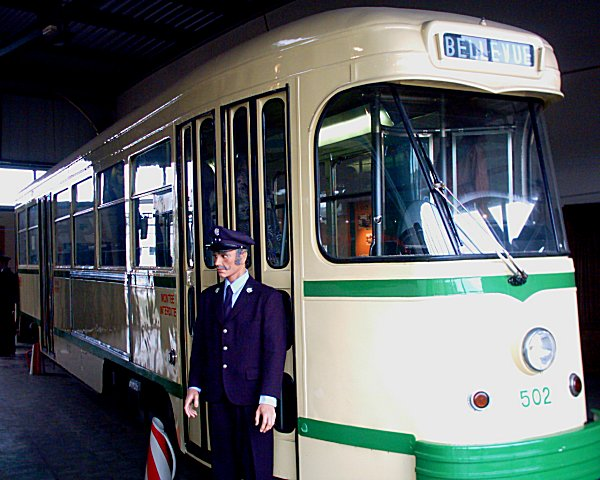
Motrice de type Tramway PCC, no 502.

Le parc était composé de 30 motrices de tramway PCC simples, construites par les Ateliers de Strasbourg sous licence de La Brugeoise et Nivelles, et mises en service en 1958 après la décision de conserver la plus longue ligne de tramway (ligne no 4).
Les dernières voitures de ce type ont été retirées en 1998.
- No 501 à 530
- Longueur : 14,24 m
- Largeur : 2 m
- Masse à vide : 15,9 t
- Capacité de transport : 132 (22/110) personnes

#### Rames PCC articulées

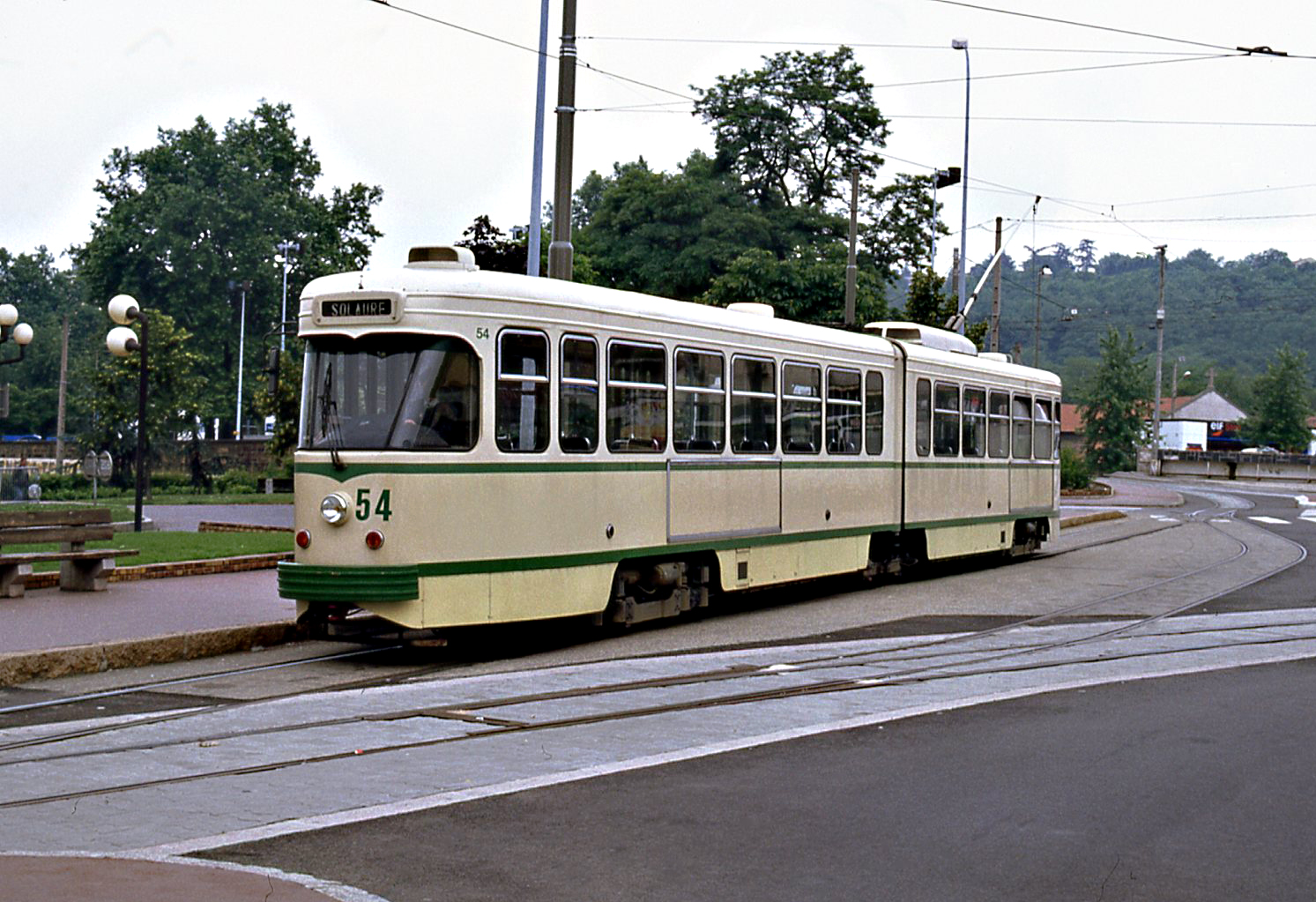
Motrice PCC articulée no 554

Cinq rames articulées ont été commandées en 1968, pour offrir un surcroit de capacité aux usagers du réseau stéphanois. Toujours construites par les Ateliers de Strasbourg sous licence BN, elles sont adaptées du prototype unique PCC 7500 (à l'époque numérotée 7501) des tramways bruxellois.
- No 551 à 555 puis 951 à 955 (lors de leurs années de service aux côtés des Vevey-Alsthom)
- Longueur : 20,94 m
- Largeur : 2 m
- Masse à vide : 22,3 t
- Capacité de transport : 211 (29/182) personnes

Elles sont actuellement garées dans le dépôt STAS en attente d'une éventuelle remise en service.

#### Véhicules préservés

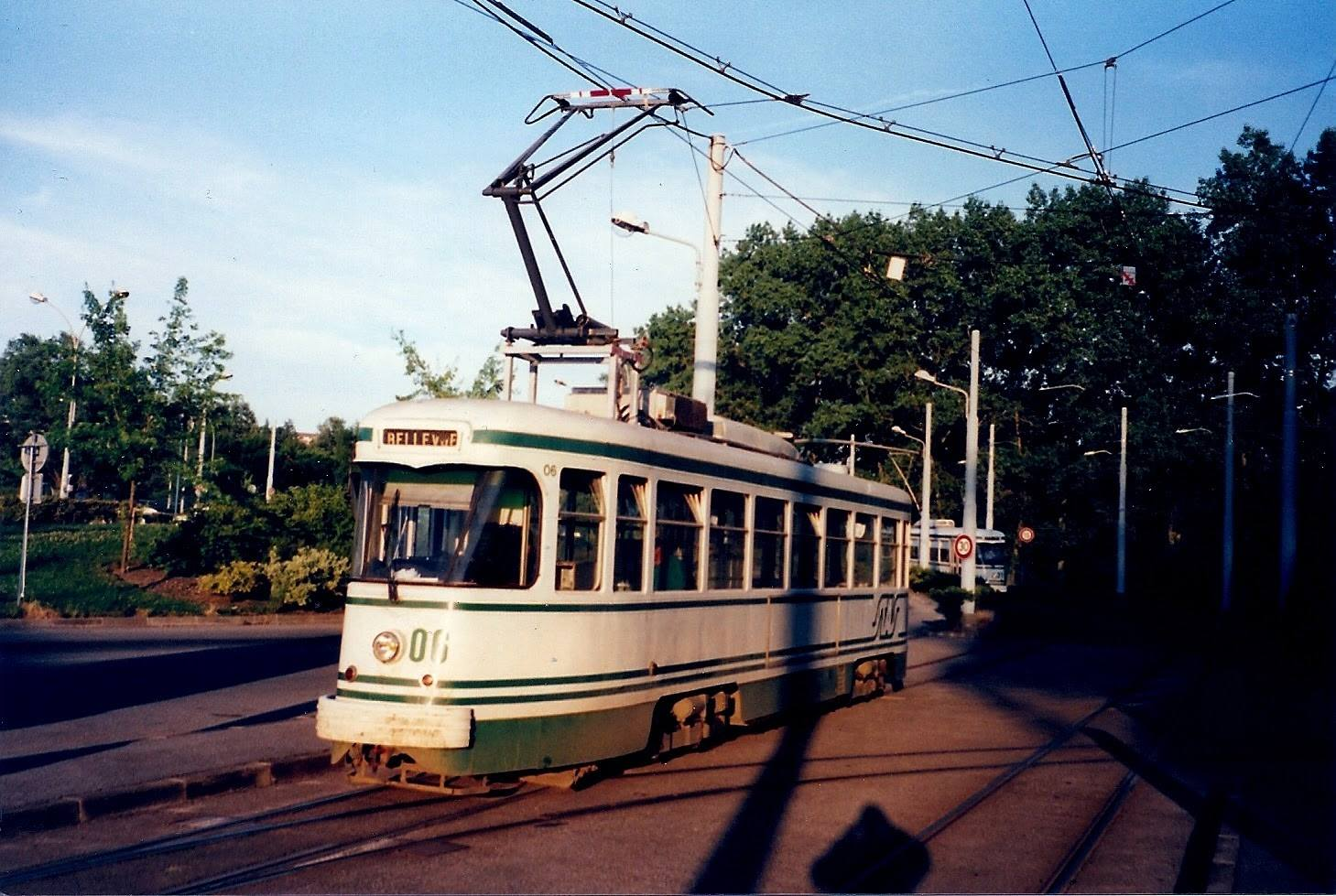
Motrice simple, no 506, utilisée pour l'entretien, possède un pantographe au lieu d'une perche.

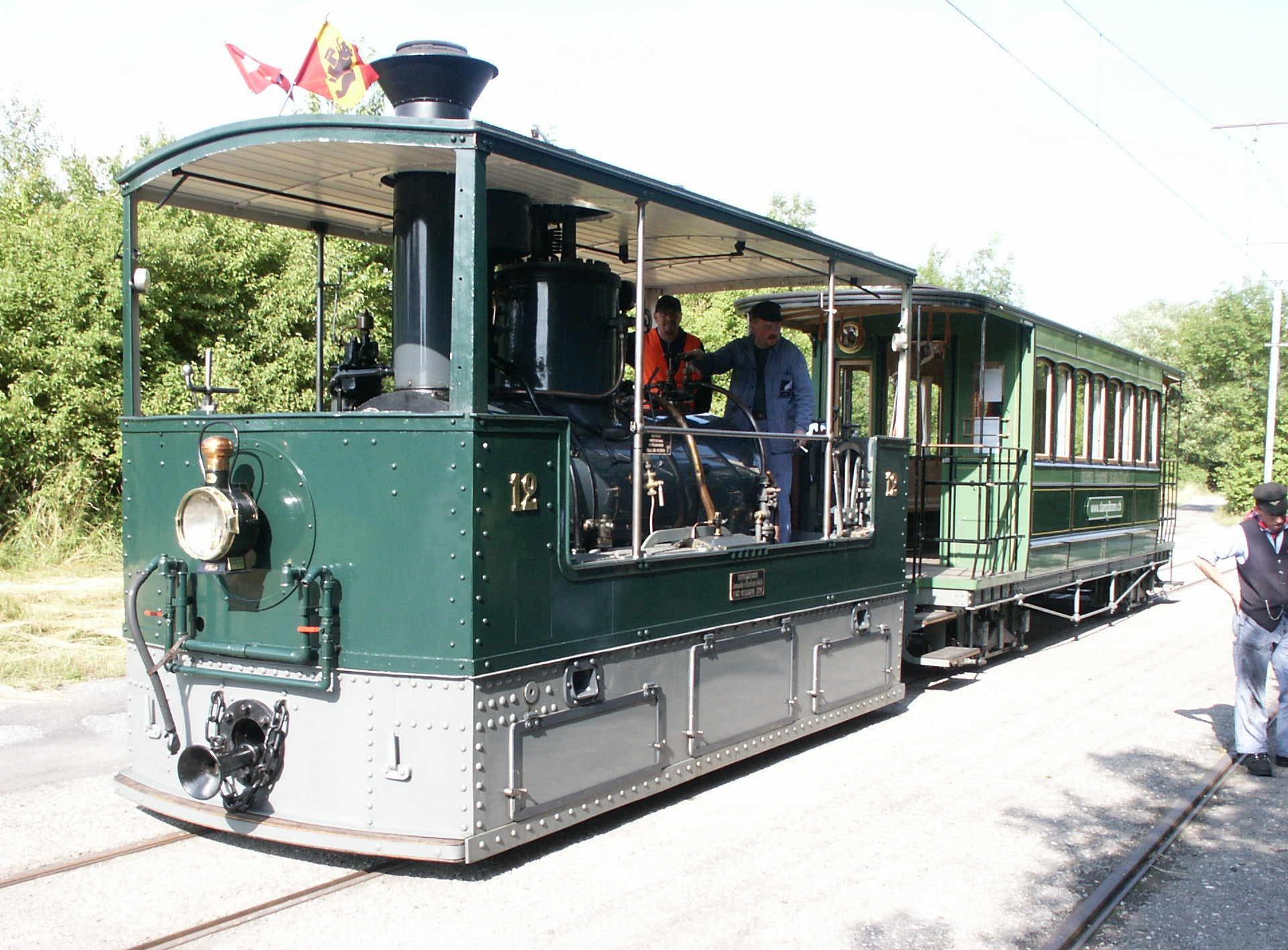
Locomotive type 030 SLM préservée à Berne en Suisse, identique à celles de Saint-Étienne

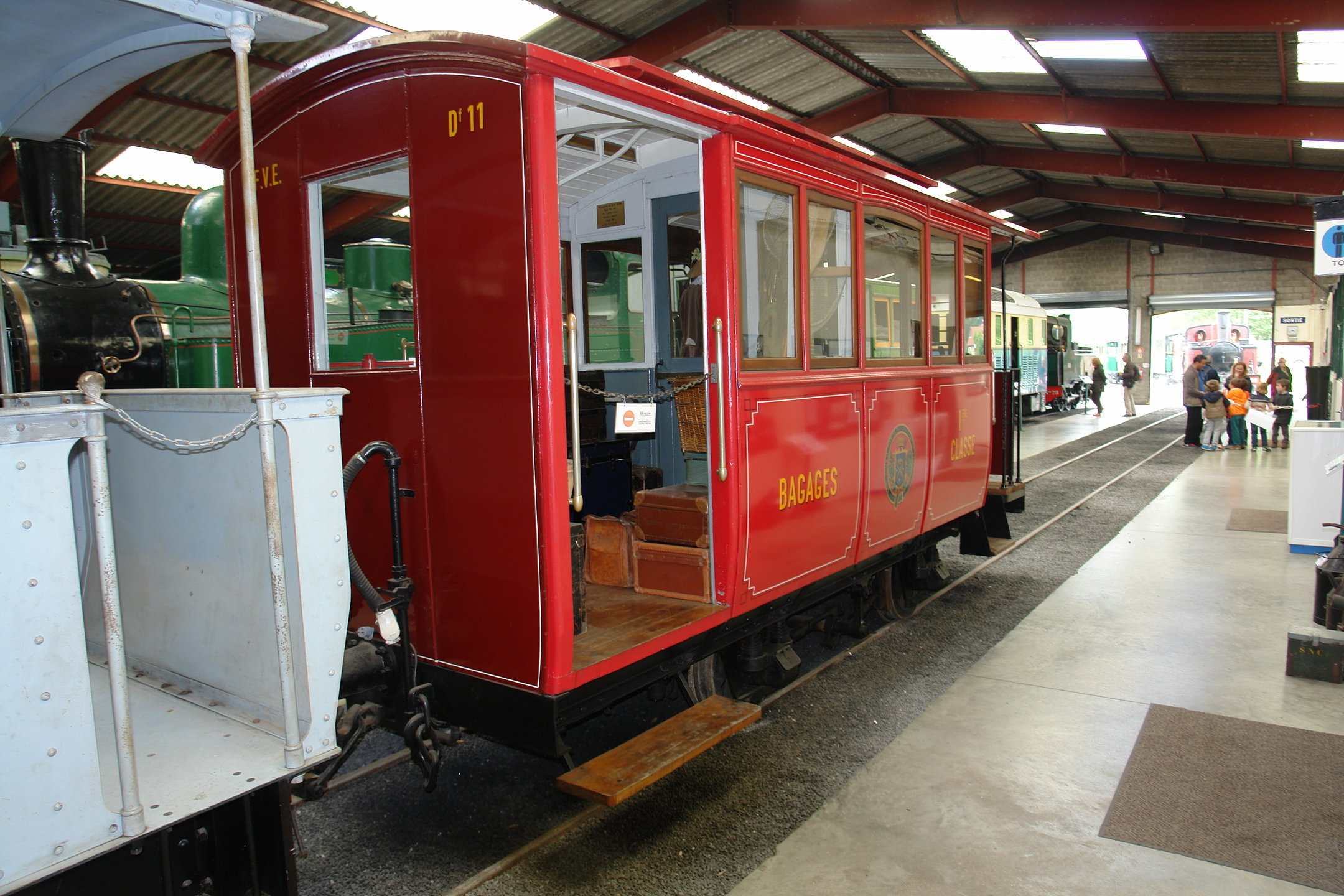
Voiture à essieux Df 11 préservée au MTVS à Butry

- Locomotive 030 SLM Winterthur, préservée à Berne, identique à celles de Saint-Étienne
- Motrice type H, no 2, 1907
- Motrice type J, no 74, 1938
- Motrice simple, no 502, préservée au Musée des transports urbains de Saint-Étienne et sa région
- Motrice simple, no 503, préservée à Lille par l'association Amitram.
- Motrice simple, no 506, utilisée pour l'entretien, possède un pantographe au lieu d'une perche.
- Motrice simple, no 510, préservée à l'AMTUIR
- Rames doubles PCC, numérotées de 951 à 955 attendant un éventuel acquéreur (2 d'entre-elles ont été rapatriées sur un chemin de fer touristique).
- Voiture à essieux de 1883, no Bf 10 au MTVS à Butry-sur-Oise  Classé MH (1996).
- Voiture à essieux de 1883, no Df 11 au MTVS à Butry-sur-Oise  Classé MH (1996)[24].

### Dépôts et ateliers

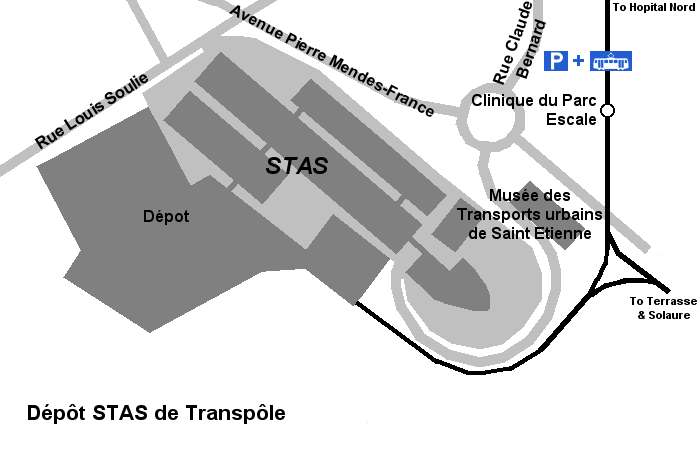
Dépôt Transpôle à Saint-Priest-en-Jarez.

Les tramways sont remisés au dépôt de Transpôle situé près de l'hôpital Nord. Ce dépôt de 9 hectares accueille le siège social de la STAS, un remisage bus et le musée des transports.
Ce nouveau dépôt remplace l'ancien dépôt de Bellevue, aujourd'hui disparu, après avoir assuré l'entretien et le remisage des tramways pendant plus de 60 ans

### Accidents
Un cas classique d'accident est la collision avec une voiture, résultant bien souvent d'un refus de priorité ou de l'intrusion du véhicule sur les voies de tramway. Il arrive aussi que des collisions se produisent avec des piétons, qui ne font pas attention à la présence du tramway.
Certaines rames Vevey STE1 furent réformés après une collision violente et l'indisponibilité de pièces détachées.
Pour les rames CAF, la rame 952 fut la première accidentée après une collision avec un véhicule de tourisme en juin 2019 et remise en service une semaine plus tard. Puis, un accident avec une voiture survient en octobre 2019, la CAF Urbos 3 causa des dommages sur le pare-chocs de celle-ci et sur son cache bogie. Les rames Urbos 3, en raison de leur pare-chocs en plastique, présentent une certaine fragilité en cas d'accident. La disponibilité de pièces détachées sur ce matériel récent permet de réparer systématiquement une rame endommagée.

### Conduite et signalisation
La conduite sur les lignes se fait en « conduite à vue », on n'y trouve que des panneaux de limitation de vitesse, des signaux de protection d'itinéraires et des signaux protégeant le franchissement des carrefours. Pour ces derniers, la voirie est équipée de signaux tricolores classiques de type R11 tandis que la ligne est équipée de signaux de type R17 et R18 associés à la signalisation routière.
Sur un fond noir, une barre horizontale de couleur blanche signale l'arrêt, un rond blanc annonce un signal d'arrêt et une barre verticale blanche la voie libre. Une signalisation d'aide à l'exploitation complète ces signaux, un losange lumineux signalant la prise en charge de la demande de priorité au carrefour.
Les signaux de protection d'itinéraires ou signaux d'exploitation se situent où se trouvent les appareils de voies (aiguillages), ils se présentent sous la forme d'une barre horizontale rouge marquant l'arrêt, une barre verticale verte autorise le passage sur l'aiguille en position directe et une barre oblique orange le passage sur l'aiguille en position déviée ; un feu blanc complémentaire s'allume quand la rame est prise en compte. Les panneaux de limitation de vitesse se présentent quant à eux comme des panneaux carrés avec des chiffres noirs sur fond jaune. Enfin, les indicateurs de coupure de courant sont implantés en amont de chaque secteur d'alimentation de la ligne aérienne de contact (LAC). Un « + » orange annonce une ligne alimentée, un « - » orange une ligne non alimentée.

Illustration d'un signal de type R17 et son système d'aide à la conduite (SAC).
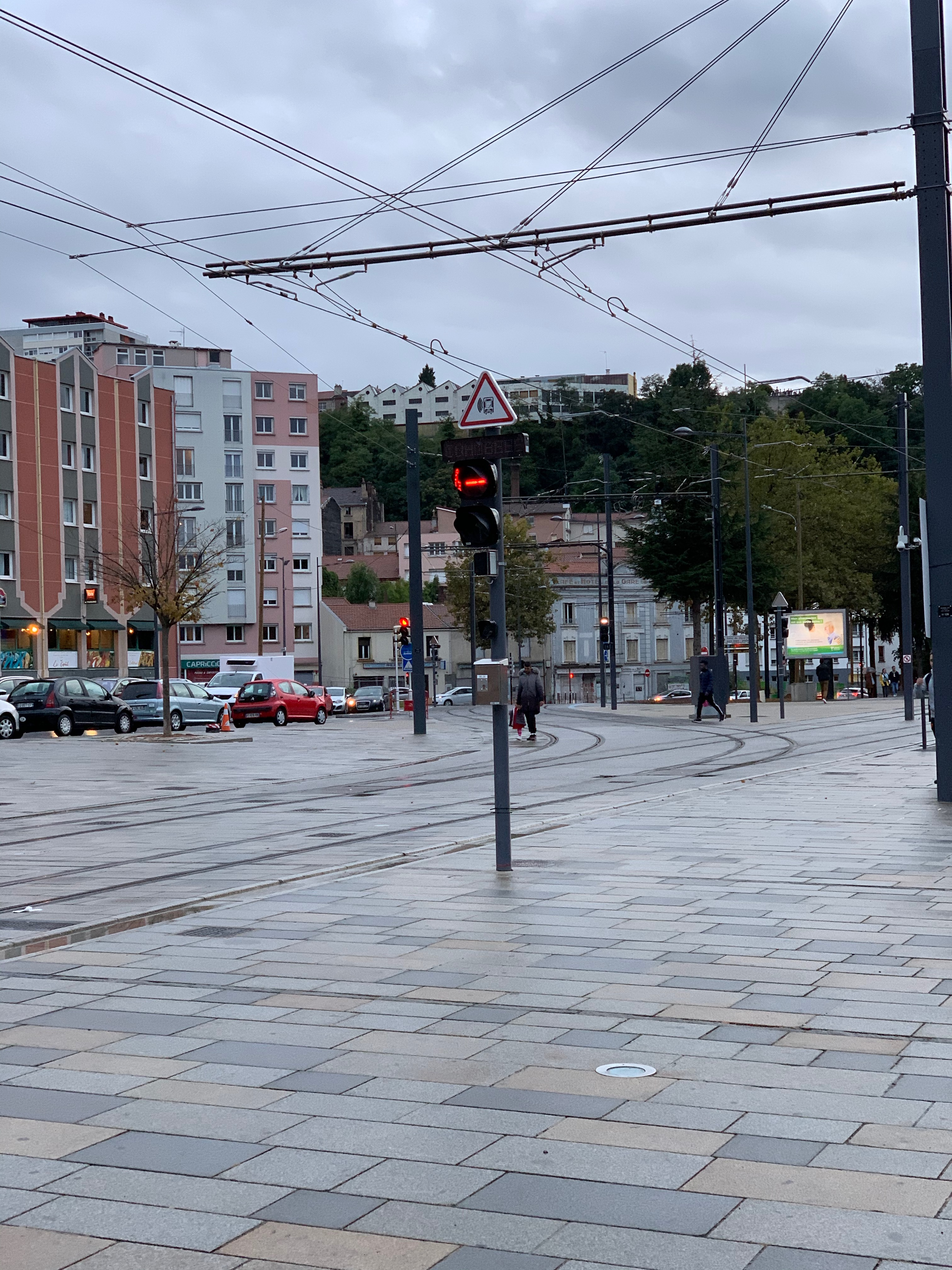
Signal de protection d'itinéraire installé devant la gare de Châteaucreux.

### Fréquentation
La fréquentation du tramway de Saint-Étienne est restée stable ces dernières années. Seulement, la crise du Covid-19 a fait légèrement chuter les chiffres. Les chiffres ci-dessous incluent le nombre de validations :
| Année                                  | 2015   | 2016   | 2017 | 2018  | 2019  | 2020  | 2021  | 2022  |
| Nombre de voyages annuel (en millions) | 22,243 | 22,246 | 22,2 | 21,92 | 22,08 | 14,69 | 18,48 | 21,34 |

En 2015, environ 85 500 voyages par jour étaient effectués sur le réseau de tramway, soit 48,1 % des voyages du réseau de la STAS. Cette part s'élevait à 48 % en 2016, 47,6 % en 2017, 46,9 % en 2018, 46,7 % en 2019, 46,24% en 2020, 46,1% en 2021 et 46,8% en 2022.

### Tarification et financement
La tarification des lignes est identique et unique sur tout le réseau de la STAS, et est accessible avec l'ensemble des tickets et abonnements existants. Un ticket 1 h 30 permet un trajet simple quelle que soit la distance, avec une ou plusieurs correspondances possibles avec les autres lignes de bus et de tramway pendant une durée maximale de 1 h 30 entre la première et dernière validation. Le financement du fonctionnement des lignes (entretien, matériel et charges de personnel) est assuré par le délégataire Transdev Saint-Étienne.

### Projets de développement
À un horizon plus lointain, et dans le cadre de projets d’extensions spécifiques du réseau, le tramway pourrait desservir d’autres secteurs comme La Métare, la commune de Saint-Priest-en-Jarez en passant par le bas de la colline de Montreynaud ou le STEEL.
Pour le centre commercial STEEL, la desserte en tramway est une idée du plan de mobilité voté en mai 2025 par Saint-Étienne Métropole.